# منافسة رونالدو وميسي

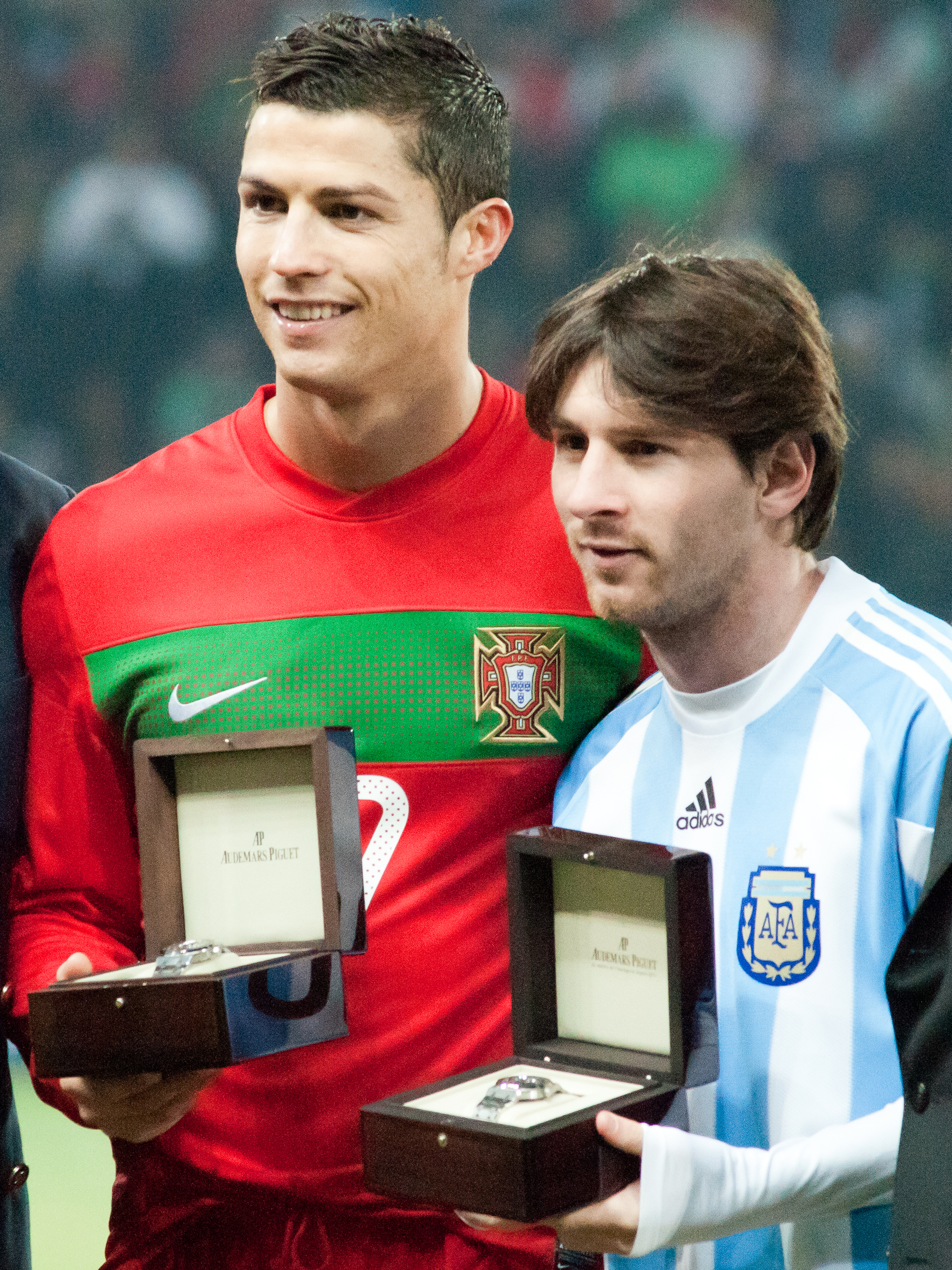
رونالدو (يسار) وميسي (يمين) قبل مباراة دولية ودية بين الأرجنتين والبرتغال في جنيف، سويسرا في 9 فبراير 2011

منافسة رونالدو وميسي هي منافسة في كرة القدم بين مشجعي البرتغالي كريستيانو رونالدو والأرجنتيني ليونيل ميسي ويفترض أنها منافسة بين اللاعبان أنفسهم أيضاً. فبعد أن حصلوا على 13 كرة ذهبية (5 لرونالدو و8 لميسي). يعتبر كلاهما أفضل لاعبين جيلهم ومن بين أفضل اللاعبين عبر التاريخ. كلا اللاعبان كسرا حاجز 50 هدف في موسم واحد عدة مرات، وسجلوا أكثر من 700+ هدف في مسيرتهم مع النادي والمنتخب. كما أنهم أيضًا اللاعبان الوحيدان اللذان سجلا هاتريك ثمان مرات في دوري أبطال أوروبا. الصحفيون والنقاد والمشجعين في جدل دائم حول المزايا الفردية لكلٍ منهما في محاولة لتحديد من يعتقدون أنه أفضل لاعب في كرة القدم في الوقت الحالي. وشُبهت مقارنتهم ببعضهما كمقارنة محمد علي وجو فريزر في الملاكمة، ومنافسة بيورن بورغ وجون ماكنرو في التنس ومنافسة آيرتون سينا وألن بروست في فورمولا 1 للسيارات.

## خلفية

### كريستيانو رونالدو
كريستيانو رونالدو دوس سانتوس أفييرو(بالبرتغالية: Cristiano Ronaldo dos Santos Aveiro)، (مواليد 5 فبراير 1985)، المعروف بـ كريستيانو رونالدو. هو لاعب كرة قدم برتغالي يلعب كمهاجم مع النصر في دوري المحترفين السعودي وهو حالياً قائد منتخب البرتغال لكرة القدم، وهو الهداف التاريخي لكل من منتخب بلاده وناديه السابق ريال مدريد. يُعتبر رونالدو حسب الكثيرين وبناءً على الكثير من الإستفتاءات أحد أفضل اللاعبين في جيله، بل وحتى في تاريخ لعبة كرة القدم،  وقد اختاره الإتحاد البرتغالي لكرة القدم أفضل لاعب في تاريخ البرتغال مطلع عام 2015، وهو أكثر من سجل أهدافاً منذ بداية القرن الحادي والعشرين.
قضى رونالدو ست سنوات في مانشستر يونايتد، مما ساعدهم على الفوز بثلاثة ألقاب متتالية في الدوري الإنجليزي الممتاز بين عامي 2006 و2009، كأس الاتحاد الإنجليزي في عام 2004، ووصل إلى نهائيات دوري أبطال أوروبا في عامي 2008 و2009. غادر يونايتد بعد أن سجل 118 هدفا في 292 مباراة، قبل أن يصبح اللاعب الأغلى في العالم عندما انتقل إلى ريال مدريد في عام 2009 في تحويل بقيمة 80 مليون جنيه استرليني (94 مليون يورو). خلال موسم الدوري الممتاز 2007–2008 سجل 31 هدفا في 38 مباراة في الموسم، بما في ذلك أول مباراة له حيث فاز على نيوكاسل يونايتد 6–0.
بعد نهاية موسمه الثامن في ريال مدريد، كان رونالدو قد سجل 406 أهداف، مما جعله الهداف في تاريخ النادي. المدير الحقيقي السابق خوسيه مورينيو أشار إليه بأنه «آلة تحقيق الأهداف». وهو يحمل الرقم القياسي لأعلى هداف في موسم دوري أبطال أوروبا واحد بعد أن سجل 17 هدفا في موسم 2013–14. وشملت من هذه الحصة هدف من ركلة جزاء كانت في المباراة النهائية على أتلتيكو مدريد، حيث أصبح أول لاعب يسجل لفريقين مختلفين في نهائيات دوري أبطال أوروبا. وهو أيضا جنبا إلى جنب مع ميسي فهما اللاعبان الوحيدان اللذان سجلا هاتريك في سبع مباريات في دوري أبطال أوروبا. في ديسمبر 2014 أصبح رونالدو أسرع لاعب يسجل 200 هدفا في الدوري الاسباني. وسجل له 23 هاتريك في الدوري الاسباني.
كريستيانو رونالدو هو أفضل هداف لمنتخب البرتغال. حتى 10 سبتمبر 2017 سجل 78 هدفا في 145 مباراة منذ أول ظهور له في 20 أغسطس 2003. وقد سجل أهداف في أربعة مباريات متتالية لكأس العالم، بعد أن سجل ضد إيران في عام 2006، وكوريا الشمالية في عام 2010، وغانا في عام 2014، وأسبانيا في عام 2018 وسجل أيضا ما مجموعه 13 هدف في بطولة الاتحاد الأوروبي لكرة القدم، مما يجعله هداف في جميع الأوقات من المسابقة. بما في ذلك المباريات المؤهلة رونالدو يعد أفضل هداف في جميع الأوقات مع 29 هدفا، بعد هدفه 23، ضد أرمينيا في عام 2014. في يورو 2016 ساعد كريستيانو رونالدو البرتغال على الفوز بأول بطولة رئيسية لها بتسجيل ثلاثة أهداف وصنع ثلاثة أهداف أخرى. على الرغم من أنه غاب عن معظم المباراة النهائية بسبب الإصابة، وقال انه لا يزال منح الحذاء الفضي باعتبارها واحدة من ثاني أعلى هدافين من البطولة. وقد تم التصويت له بمنح الحذاء الفضي لبطولة الاتحاد الأوروبي ثلاث مرات، في عام 2004، 2012 و2016.

### ليونيل ميسي
ليونيل «ليو» أندريس ميسي كوتشيتيني (بالإسبانية: Lionel Andrés "Leo" Messi؛) (مواليد 24 يونيو 1987) هو لاعب كرة قدم يلعب حاليًا مع نادي إنتر ميامي في الدوري الأمريكي لكرة القدم و‌المنتخب الأرجنتيني. ويلعب كمهاجم وكجناح. يعتبر أحد أفضل لاعبي كرة القدم في جيله، بل وحتى يُصنّف أنه من بين الأفضل تاريخياً  حيث رُشح عدة مرات لجائزة الكرة الذهبية وأفضل لاعب كرة قدم في العالم وهو بسن 20 و21 وفاز بهما بسن 22. وهو صاحب سجل أكثر الأهداف في عام واحد حيث سجل 91 هدفا في عام 2012. قورنت طريقة لعبه ومهاراته بتلك الخاصة بدييغو مارادونا والذي أعلن بنفسه أن ميسي «خليفته». الشيء الذي عززه من بين أفراد جيله هو طريقته بتسجيل أهداف مماثلة لتلك التي سجلها دييجو مارادونا منها هدف مارادونا ضد إنجلترا في كأس العالم لكرة القدم 1986؛ في 19 أبريل 2007 سجل هدفا ماهرا ضد خيتافي الذي كان يشبه هدفا ملحوظا لمارادونا، وقال مارادونا نفسه من الهدف «لقد رأيت اللاعب الذي سوف يرث مكاني في كرة القدم الأرجنتينية واسمه ميسي».
ميسي هو أعلى هداف في الدوري الاسباني، وسجل الرقم القياسي بسبع مباريات قام بها بتسجيل الهاتريك في دوري أبطال أوروبا في 17 نيسان / أبريل 2016 سجل ميسي هدفه ال 500.
في حين أنه مثل منتخب الأرجنتين تحت 20 سنة في بطولة العالم للشباب لكرة القدم 2005، قام بتسجيل ستة أهداف بما في ذلك هدفين في المباراة النهائية لمساعدة الأرجنتين على الفوز بالبطولة، ومنحت الكرة الذهبية والحذاء الذهبي كأفضل لاعب في البطولة وجائزة الهداف للبطولة. وقد قدم أول ظهور له بعد ذلك بشهرين حيث جاء كبديل ولكن أُبعِد بسبب أعمال عنف وشغب بعد دقائق. وقد سجل خمسة أهداف في نهائيات كأس العالم مع أول مجيء له في عام 2006، في حين سجل أربعة آخرين في عام 2014 حيث وصلت الأرجنتين إلى المباراة النهائية للمرة الأولى منذ 24 عاما، قبل أن تخسر في المباراة النهائية من ألمانيا. حصل ميسي على الكرة الذهبية كأفضل لاعب في البطولة. خلال عام 2007 في الكوبا أمريكا، سجل ميسي في الدور ربع النهائي والنصف النهائي لمساعدة الأرجنتين على الوصول إلى المباراة النهائية. وكان اسمه أفضل لاعب شاب في البطولة. في نصف نهائي كوبا أمريكا 2015، ساعد الأرجنتين بثلاثة أهداف للوصول إلى نهائي كوبا أمريكا، إلا أنه هزم في ركلات الترجيح. وأفيد أن ميسي عرض عليه الكرة الذهبية كأفضل لاعب في البطولة، لكنه رفض قبولها. في كوبا أمريكا المئوية الموسم التالي، سجل خمسة أهداف وصنع أربعة، ليصبح أكثر صانع أهداف في تاريخ كوبا أمريكا، وأدى الأرجنتين إلى المباراة النهائية الثالثة على التوالي في البطولة، لكنه خسر في ركلات الترجيح وأضاع ميسي واحدة منهن، مما أدى إلى الهزيمة الثانية المتتالية أمام التشيلي في نهائي كوبا أمريكا. حصل ميسي على الميدالية الذهبية الاولمبية عندما مثل المنتخب الأولمبي الأرجنتيني في الألعاب الاوليمبية لعام 2008، حيث نجحت الأرجنتين في الفوز باللقب لمرتين متتاليتين، حيث فازت به قبل اربع سنوات في عام 2004.

## حسب الموسم

### 2009–10
في 11 يونيو 2009 قبل نادي مانشستر يونايتد عرضا بقيمة 80 مليون جنيه استرليني (94 مليون يورو) لكريستيانو ليتم نقله لمنافسة برشلونة في الكلاسيكو. تم تأكيد النقل في 1 يوليو. في نهاية العام حصل ميسي على الكرة الذهبية بفارق قياسي قدره 240 نقطة.
أول اجتماع لميسي ورونالدو كان تاريخ 29 نوفمبر 2009، ووقتها برشلونة صعد إلى القمة، وفاز 1–0 بهدف من زلاتان إبراهيموفيتش. وفي ثاني كلاسيكو من الموسم، سجل ميسي هدفه ال40 في الموسم وفاز برشلونة بنتيجة 2–0. وقيل أن ميسي خدع من قبل رونالدو من خلال الصحافة الإسبانية، التي ادعت أن رونالدو قال:«عهد رونالدو في عالم كرة القدم قد انتهى».

### 2010–11
وفي 20 نوفمبر 2010، سجل اللاعبان هاتريك في اليوم نفسه للمرة الأولى؛ حيث سجل رونالدو ثلاثة أهداف ضد أتلتيك بيلباو وانتهت بنتيجة 5–1، في حين سجل ميسي ثلاث أهداف على شباك نادي ألميريا وانتهت بنتيجة 8–0. وقيل أن هذا الإنجاز قد أثبت لماذا يعتبر ميسي ورونالدو «أفضل اللاعبين في العالم». وعند انتهاء الموسم، في يناير 2011 بالتحديد فاز ميسي بالكرة الذهبية للفيفا.
واجه اللاعبان بعضهما البعض بينما كانا يمثلان جانبهما الدولي للمرة الأولى في 9 فبراير 2011، حيث لعبت الأرجنتين ضد البرتغال مباراة ودية في جنيف بسويسرا، وهي أول مواجهة للمنتخبين منذ 40 عاما. حيث سجل رونالدو هدف التعادل قبل أن يسجل ميسي هدف الفوز في الدقيقة 89 من ركلة جزاء لتنتهي المباراة بنتيجة 2–1 لصالح الأرجنتين.

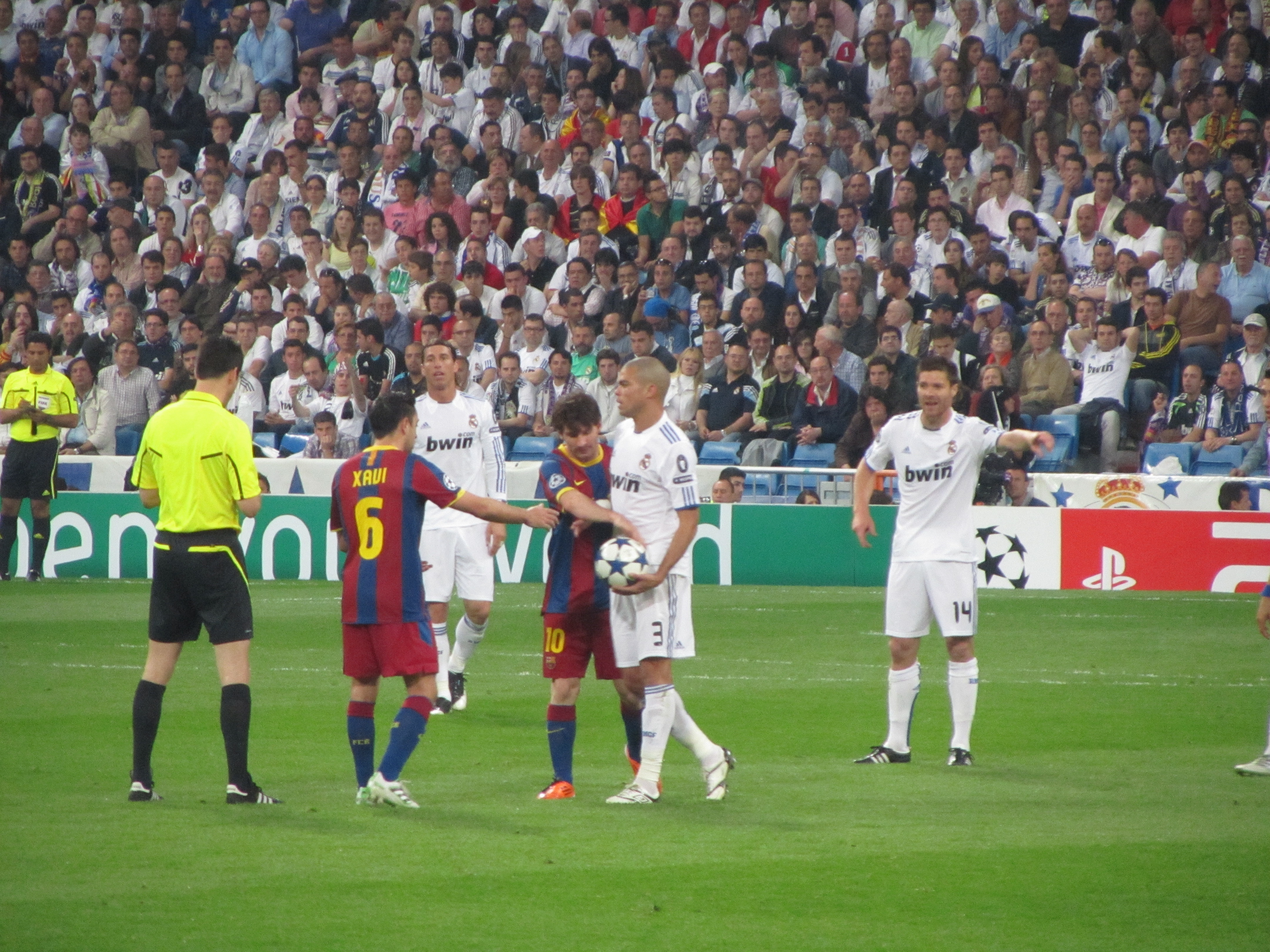
يظهر في الصورة ميسي وهو يلعب ضد ريال مدريد في مباراة نصف نهائي دوري أبطال أوروبا عام 2011.

و جاء الاثنان وجها لوجه في أربع مباريات نابضة في ختام الموسم، وكانت المباريات من أفضل المباريات لأن كلاهما كانا أفضل لاعب ولم يستطع التحديد بينهما. المباراة الأولى كانت في 16 أبريل 2011 سجل ميسي هدف في الدقيقة 51 من ركلة جزاء حتى الدقيقة 82 عندها سجل رونالدو هدف من ركلة جزاء. في المباراة الثانية لعبا على الكأس حيث فازت ريال مدريد في النهائي عام 2011 من هدف وحيد قام رونالدو بإحرازه في الوقت الإضافي ليعطي ريال مدريد الفوز 1–0، كان النادي آنذاك تحت إشراف خوسيه مورينيو. وكانت المباراة الثالثة هي المحطة الأولى في الدور النصف النهائي من دوري أبطال أوروبا. كانت المباراة هادئة، لغاية طرد مدافع ريال مدريد البرتغالي بيبي بعدها مباشرة انطلق ميسي حينما كان سيرخيو في مركز الدفاع وعندها انطلق ميسي نحوه وقبل اقدام ميسي عليه تجاوزه بطريقة جميلة وصفت بلحظات من السحر، ووصف الهدف بأنه «واحد من أفضل الأهداف في تاريخ دوري الأبطال»، ليعطي برشلونة هدفي التعادل. بعد المباراة، أشاد ميسي على أنه الأفضل الحالي في العالم وبين أعظم اللاعبين في كل العصور. ومن بين الأهداف السبعة المسجلة في المباريات الأربع، سجل ميسي ثلاث وسجل رونالدو اثنين.

### 2011–12

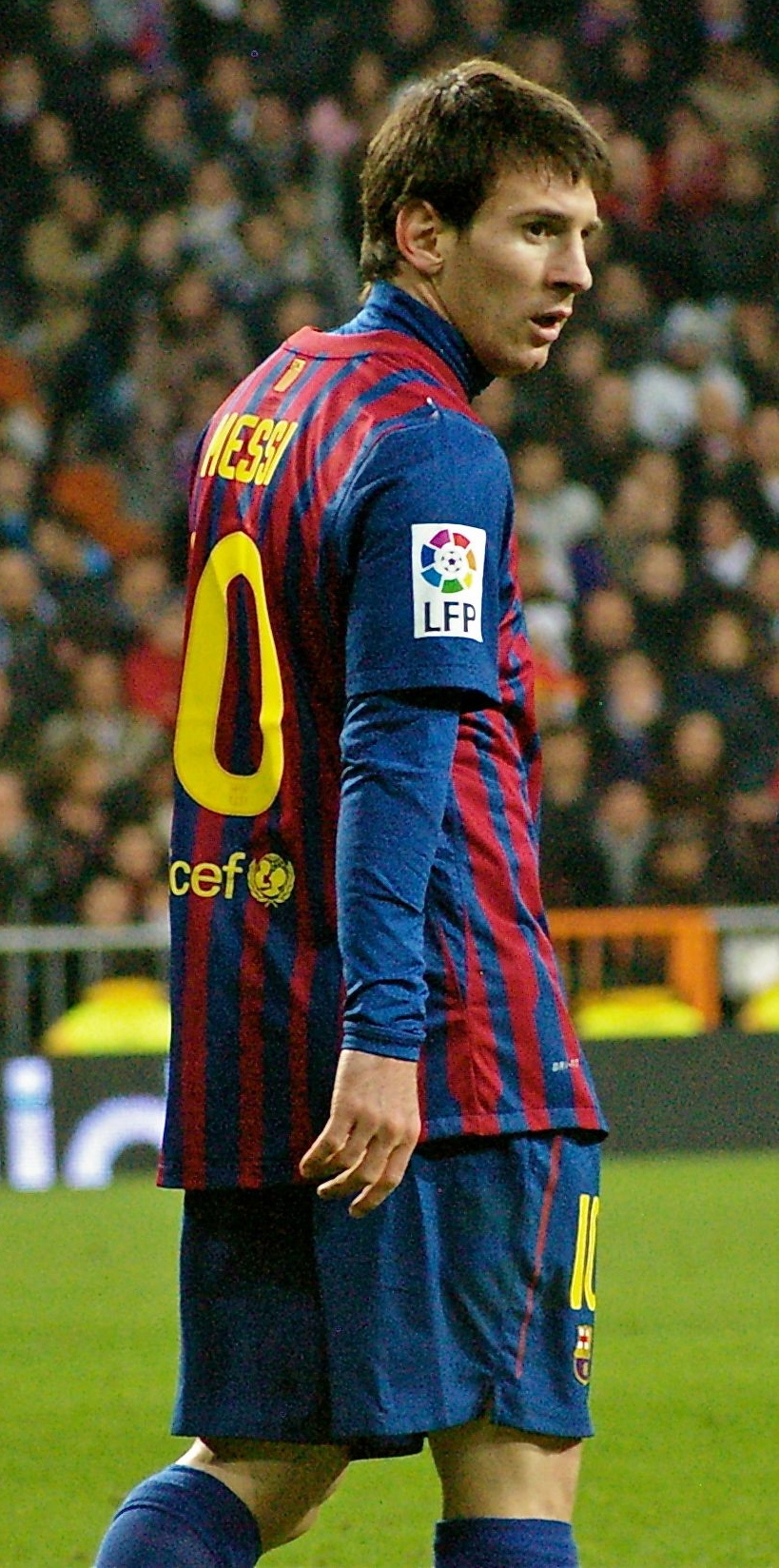
أنهى ميسي عام 2012 مع 91 هدفًا باسمه، وبهذا يكون قد كسر الرقم القياسي السابق الذي كان يحمله جيرد مولر، وفاز بالكرة الذهبية للمرة الرابعة على التوالي.

في 24 سبتمبر 2011 سجل اللاعبان هاتريك في نفس اليوم للمرة الثانية؛ حيث سجل رونالدو الفوز 6–2 ضد رايو فايكانو، وسجل ميسي الفوز 5–0 على أتلتيكو مدريد.
في كانون الثاني / يناير حصل ميسي على ثالث كرة الفيفا الذهبية، ليصبح رابع لاعب فاز بالجائزة ثلاث مرات بعد يوهان كرويف وميشيل بلاتيني وماركو فان باستن. بعد أن سجل ميسي هدف في الريال في الدور الربع النهائي لكأس ديل راي في وقت لاحق من الشهر، سجل رونالدو هدفًا في كل مباراة، لكن برشلونة تقدم 4–3 في المجموع.
في 7 مارس 2012، أصبح ميسي أول لاعب في دوري أبطال أوروبا يسجل خمسة أهداف في مباراة واحدة حيث فاز برشلونة على باير ليفركوزن 10–2 في المجموع. بعد الإنجاز أشيد بميسي بكونه الأفضل في العالم من قبل المدرب بيب غوارديولا، وزميله تشافي. بينما ناقش الصحفيون والنقاد إذا كان ميسي أعظم لاعب في كل العصور. وفي وقت لاحق من هذا الشهر سجل ميسي هدف في شباك غرناطة وكان الهدف هدفًا بارزا لبرشلونة حيث تجاوز فيه سجل أهداف سيزار ألفاريز من 232 هدفًا.
في 21 أبريل 2012 سجل رونالدو هدف الفوز في مباراةالكلاسيكو حيث فاز ريال مدريد 2–1 وفاز في بطولة الدوري.

### 2012–13
أول كلاسيكو في الموسم كان في 7 أكتوبر 2012، سجل اللاعبان هدفين في المباراة لتصبح النتيجة 2–2 على ملعب الكامب نو، وهذه المباراة السادسة على التوالي بين الناديين يسجل رونالدو فيها أهداف. سجل رونالدو في الدقيقة 23 لوضع مدريد 1–0 في المقدمة، ثم سجل ميسي هدفين من جانبه في نصف الوقت لوضع برشلونة في الصدارة، ولكن بعد خمس دقائق فقط سجل رونالدو هدف التعادل في الدقيقة 66. أنهى ميسي السنة من عام 2012 مع رقم قياسي بلغ 91 هدفا في كل من النادي ومنتخب بلاده، متجاوزا سجل جيرد مولر من 85 هدفا.
في يناير حصل ميسي على كرة الفيفا الذهبية للمرة الرابع على التوالي. في نهاية الشهر سجل اللاعبان الهاتريك في نفس اليوم للمرة الثالثة. حيث سجل رونالدو ثلاث أهداف ضد خيتافي وفاز ريال مدريد بنتيجة 4–0 قبل أن يسجل ميسي فوزا أفضل بفوزه بأربعة أهداف ضد أوساسونا عندما فاز برشلونة بنتيجة 5–1. وكان هذا الهاتريك رقم 20 لرونالدو وهدف ميسي ال 200 في الدوري. في الدور نصف النهائي من كأس ديل راي، سجل رونالدو هدفين في برشلونة لمساعدة ريال مدريد على إحراز تقدم لتنتهي المباراة بنتيجة 3–1. وفي هذه المباراة أصبح رونالدو قد سجل أهداف في ست مباريات متتالية للكلاسيكو.

### 2013–14

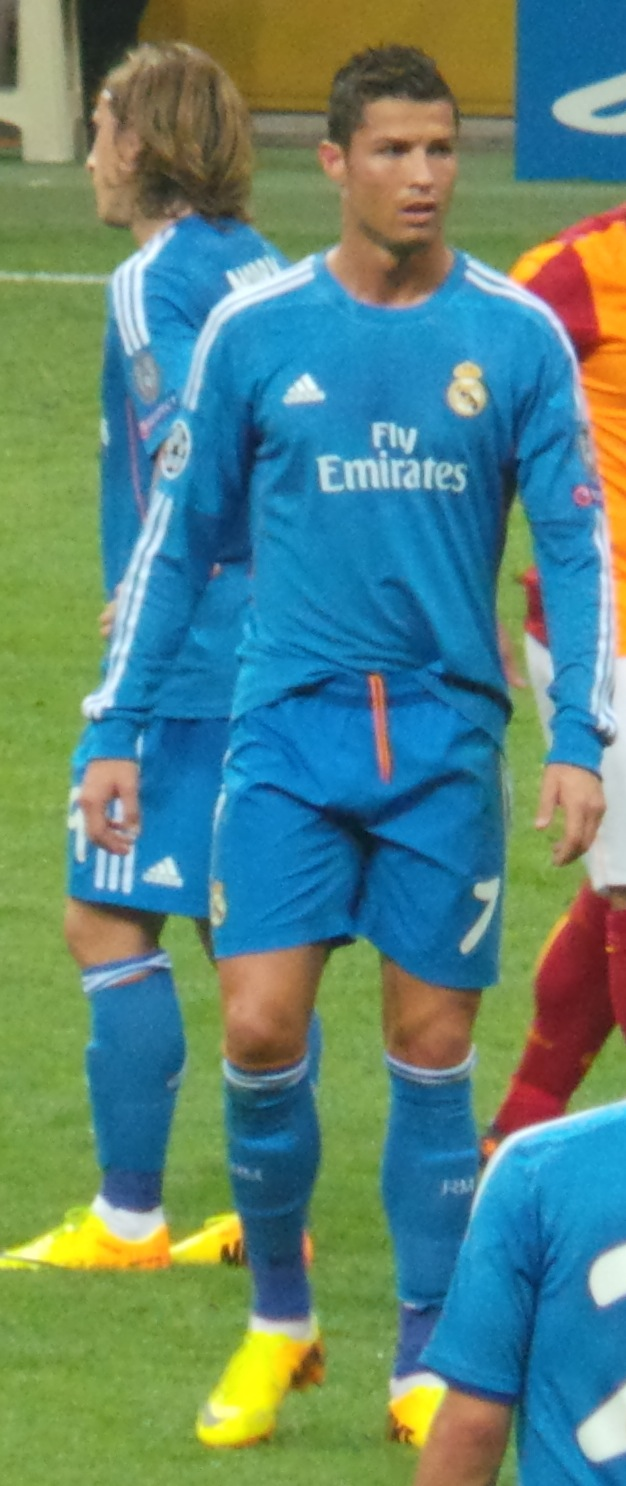
بحلول نهاية موسم دوري أبطال أوروبا 2013–14 كان رونالدو قد كسر الرقم القياسي لأكبر عدد من الأهداف التي سجلها لاعب في موسم واحد في دوري أبطال أوروبا حيث سجل 17 هدفا في الموسم، واستطاع ريال مدريد بالفوز بلقب دوري أبطال أوروبا للمرة العاشرة.

في 6 سبتمبر 2013 سجل رونالدو أول هاتريك مع منتخب البرتغال حيث أحرز الهاتريك ضد إيرلندا الشمالية لتنتهي بنتيجة 4–2. في وقت لاحق من الشهر سجل العديد من اللاعبون الهاتريك في دوري أبطال أوروبا من أول مباراة؛ سجل رونالدو ثلاث مرات أمام غلطة سراي حيث فاز ريال مدريد 6–1، في حين سجل ميسي في وقت لاحق هاتريك ضد اياكس حيث فاز برشلونة 4–0. ويقال عن هذا الإنجاز أن: «الحكمة المقبولة بأن كرة القدم هي لعبة الفريق بأكمله».
في 19 نوفمبر 2013 سجل رونالدو جميع الأهداف الأربعة للبرتغال في المباراة الثنائية ضد السويد التي ضمنت مكان البرتغال في كأس العالم لكرة القدم 2014. الهاتريك الذي حققه جعله هداف البرتغال بعد أن كسر الرقم القياسي لباوليتا من 47 هدفا دوليا. في اليوم التالي أعلن أن فترة التصويت لكرة فيفا الذهبية لعام 2013 قد تم تمديدها، إلى حد كبير من رئيس برشلونة ساندرو روزيل. في بداية عام 2014 أنهى رونالدو حكم ميسي بأنه أفضل لاعب في العالم عندما حصل على كرة الفيفا الذهبية 2013. أما المركز الثالث كان لصالح فرانك ريبيري،
الكلاسيكو الثاني من الموسم كان في 23 مارس 2014 عندها ميسي أصبح هداف مباراة الكلاسيكو بعد أن سجل هاتريك كان من ضمنها ركلتي جزاء، وانتهت المباراة بفوز برشلونة على ريال مدريد 4–3، في حين سجل رونالدو أيضا هدف من ركلة جزاء؛ وصفت المباراة بأنها «مذهلة» و «مثيرة» و «أفضل مباراة كلاسيكو في السنوات الأخيرة».

### 2015–16: سيطرة رونالدو على أوروبا وثنائية ميسي المحلية

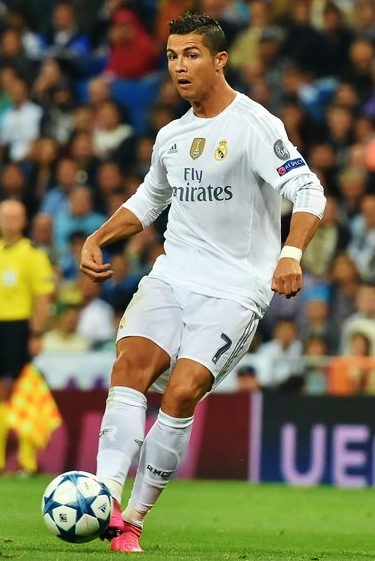
رونالدو في موسم 2015–16.

في 21 نوفمبر 2015 تواجه رونالدو وميسي في الجولة 12 من الدوري الإسباني على ملعب سانتياغو برنابيو. بدأت المباراة بتواجد رونالدو كأساسي وميسي كبديل بسب عدم تشافيه من الإصابة بشكل كامل. ودخل ميسي عند الدقيقة 56 من الشوط الثاني في المباراة. وانتهت المباراة بفوز نادي برشلونة بنتيجة 4–0 ولم يسجل أي من اللاعبان.
وفي 2 أبريل 2016 تواجه رونالدو وميسي للمرة الثانية في نفس الموسم على ملعب كامب نو في الجولة 31 من الدوري الإسباني. وسجل رونالدو الهدف الثاني القاتل لريال مدريد في الدقيقة 85. وانتهت المباراة بفوز ريال مدريد بالكلاسيكو بنتيجة 2–1.
وأنهى رونالدو الموسم كهداف لدوري أبطال أوروبا للموسم الرابع على التوالي والخامس في تاريخه ليصبح أكثر لاعب حصل على هداف دوري الأبطال في التاريخ بـ5 مرات بجانب ميسي. وحصل على جائزة الأفضل المقدمة من الفيفا لأول مرة في تاريخه، وحصل على جائزة أفضل لاعب في أوروبا للمرة الثانية ليعادل ميسي الذي يحمل نفس الرقم، وحصل على جائزة الكرة الذهبية المقدمة من مجلة فرانس فوتبول الفرنسية للمرة الرابعة. وسجل رونالدو في ذلك الموسم 51 هدف في 48 مباراة، ليسجل 50 هدف أو أكثر لمدة 6 سنوات متتالية. ووصل للهدف رقم 500 في تاريخه. وأصبح هدف ريال مدريد التاريخي بعد تجاوزه راؤول. وحقق بطولة أمم أوروبا 2016 مع البرتغال لأول مرة في تاريخ بلاده. وحقق دوري أبطال أوروبا للمرة الثالثة في مسيرته والحادية عشر في تاريخ ريال مدريد.
فيما أنهى ميسي الموسم بتسجيله 41 هدف في 49 مباراة. وحقق الثنائية المحلية مع ناديه برشلونة الدوري الإسباني وكأس ملك إسبانيا.

### 2016–17: عودة ميسي للكلاسيكو وإنجازات رونالدو
في 3 ديسمبر 2016 تواجه رونالدو وميسي في الجولة 14 من الدوري الإسباني على ملعب كامب نو. وانتهت المباراة بتعادل الفريقين بنتيجة 1–1 بدون أن يسجل أي من رونالدو أو ميسي.
وفي 23 أبريل 2017 تواجه رونالدو وميسي للمرة الثانية في نفس الموسم على ملعب سانتياغو برنابيو في الجولة 33 من الدوري الإسباني. وسجل ميسي هدف التعادل لصالح فريقه عند الدقيقة 33. وعاد ميسي ليحرز هدف الفوز للنادي الكتالوني في الدقيقة 92، لتنتهي المباراة بفوز برشلونة بالكلاسيكو بنتيجة 3–2. وبذلك يعود ميسي للتسجيل في الكلاسيكو بعد غيابه عن التسجيل لمدة 6 مباريات متتالية (منذ 23 مارس 2014).
وأنهى ميسي الموسم بتسجيله 54 هدف في 52 مباراة، وتصدره لقائمة هدافي الدوري الإسباني وبالتالي حصولة على جائزة بيتشيشي كما حصل على جائزة الحذاء كأفضل هداف في أوروبا، ليعادل رونالدو بأربع جوائز لكلاً منهما. واكتفى بتحقيق وكأس ملك إسبانيا مع ناديه برشلونة.
فيما أنهى رونالدو الموسم بتسجله 42 هدف في 48 مباراة. واعتلى قائمة هدافي لدوري أبطال أوروبا للموسم الخامس على التوالي والسادس في تاريخه ليعزز رقمه القياسي كأكثر لاعب حصل على هداف دوري الأبطال في التاريخ بـ6 مرات في تاريخه. وحصل على جائزة الأفضل المقدمة من الفيفا للمرة الثانية في تاريخه، وحصل على جائزة أفضل لاعب في أوروبا للمرة الثالثة ليصبح أكثر لاعب حصل على الجائزة في التاريخ، وحصل على جائزة الكرة الذهبية المقدمة من مجلة فرانس فوتبول الفرنسية للمرة الخامسة ليعادل ميسي الذي يحمل نفس الرقم. وحقق الدوري الإسباني للمرة الثانية في مسيرته والثالثة والثلاثون في تاريخ ريال مدريد، وحقق دوري أبطال أوروبا للمرة الرابعة في مسيرته والثانية توالياً والثانية عشر في تاريخ ريال مدريد.

### 2017–18: الخروج معاً من كأس العالم ونهاية الكلاسيكو
في 13 أغسطس 2017 تواجه رونالدو وميسي في بداية موسم 2017–18 في مباراة الذهاب من بطولة كأس السوبر الإسباني. بدأت المباراة بتواجد ميسي كأساسي ورونالدو كبديل بسب عدم تشافيه من الإصابة بشكل كامل. دخل رونالدو عند الدقيقة 58، وكانت النتيجة 1–0 لصالح ريال مدريد. ليتحصل مهاجم برشلونة لويس سواريز ركلة جزاء نجح ميسي بوضعها في الشباك عند الدقيقة 77 ليعادل نتيجة المباراة 1–1. لم يتأخر رونالدو بالرد، عند الدقيقة 80 سجل رونالدو هدف التقدم من هجمة مرتدة بعد أن راوغ مدافع برشلونة جيرارد بيكيه ووضعها في شباك تير شتيغن. لم تدم فرحة رونالدو طويلاً، إذ أنه طُرد (لأول مرة في الكلاسيكو) عندما وقع داخل منطقة الجزاء ليصفر الحكم بخطاء عليه بداعي التمثيل ويشير له بالبطاقة الصفراء الثانية وبالتالي الحمراء. وانتهت المباراة بفوز ريال مدريد بنتيجة 3–1، وتتويجهم باللقب لاحقاً.
وفي 23 ديسمبر 2017 تواجه رونالدو وميسي للمرة الثانية في نفس الموسم على ملعب سانتياغو برنابيو في الجولة 17 من الدوري الإسباني. وسجل ميسي هدف فريقه الثاني عند الدقيقة 64 من علامة الجزاء، بينما لم يستطع رونالدو ولا فريقه ريال مدريد من هز شباك زملاء ليو لتنتهي المباراة بنتيجة 3–0.
في 6 مايو 2018، لعب كريستيانو أخر مباراة كلاسيكو له واستطاع التسجيل هو وميسي في المباراة التي انتهت بالتعادل الإيجابي 2–2.
وفي كأس العالم 2018، خرج كلا اللاعبان من دور الستة عشر من زمن البطولة. لينهي كريستيانو البطولة بتسجيله لأربعة أهداف وإهداره لركلة جزاء. وينهي ميسي البطولة بتسجيله لهدف وحيد وإهدار ركلة جزاء هو الآخر. في 10 يوليو، أعلن ريال مدريد مغادرة كريستيانو الفريق لينتقل إلى يوفنتوس بعد 9 سنوات قضاها في النادي.

### 2020
في 8 ديسمبر 2020، عادت المواجهة بين رونالدو وميسي مرة أخرى بقميصي يوفنتوس وبرشلونة على التوالي، بعد غياب دام لعامين ونصف. انتهت المباراة بفوز يوفنتوس 3–0 في ملعب كامب نو، واستطاع رونالدو تسجيل ثنائية من ركلات الجزاء.

## الجوائز والسجلات

### جائزة أفضل لاعب في العالم

#### جائزة الكرة الذهبية

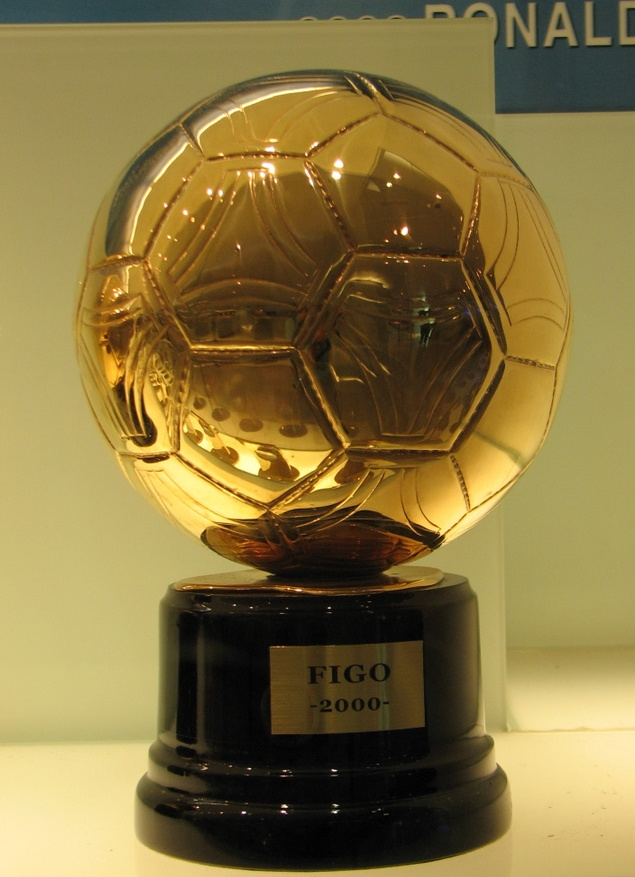
الكرة الذهبية التي فاز بها ليونيل ميسي سبع مرات وكريستيانو رونالدو خمس مرات.

| العام  | الأول                               | الثاني                              | الثالث                         |
| ------ | ----------------------------------- | ----------------------------------- | ------------------------------ |
| 2007   | كاكا (ميلان)                        | كريستيانو رونالدو (مانشستر يونايتد) | ليونيل ميسي (برشلونة)          |
| النقاط | 444                                 | 277                                 | 255                            |
| 2008   | كريستيانو رونالدو (مانشستر يونايتد) | ليونيل ميسي (برشلونة)               | فرناندو توريس (ليفربول)        |
| النقاط | 446                                 | 281                                 | 179                            |
| 2009   | ليونيل ميسي (برشلونة)               | كريستيانو رونالدو (مانشستر يونايتد) | تشافي (برشلونة)                |
| النقاط | 473                                 | 233                                 | 170                            |
| 2016   | كريستيانو رونالدو (2) (ريال مدريد)  | ليونيل ميسي (برشلونة)               | أنطوان غريزمان (أتلتيكو مدريد) |
| النقاط | 745                                 | 316                                 | 198                            |
| 2017   | كريستيانو رونالدو (3) (ريال مدريد)  | ليونيل ميسي (برشلونة)               | نيمار (باريس سان جيرمان)       |
| النقاط | 946                                 | 670                                 | 361                            |
| 2019   | ليونيل ميسي (2) (برشلونة)           | فيرجيل فان ديك (ليفربول)            | كريستيانو رونالدو (يوفنتوس)    |
| النقاط | 686                                 | 679                                 | 476                            |

|2021
| ليونيل ميسي (2)
|2022
| ليونيل ميسي (2)

#### جائزة أفضل لاعب كرة قدم في العالم
| العام  | الأول                               | الثاني                              | الثالث                  |
| ------ | ----------------------------------- | ----------------------------------- | ----------------------- |
| 2007   | كاكا (ميلان)                        | كريستيانو رونالدو (مانشستر يونايتد) | ليونيل ميسي (برشلونة)   |
| النقاط | 1047                                | 504                                 | 426                     |
| 2008   | كريستيانو رونالدو (مانشستر يونايتد) | ليونيل ميسي (برشلونة)               | فرناندو توريس (ليفربول) |
| النقاط | 935                                 | 678                                 | 203                     |
| 2009   | ليونيل ميسي (برشلونة)               | كريستيانو رونالدو (مانشستر يونايتد) | تشافي (برشلونة)         |
| النقاط | 1073                                | 352                                 | 196                     |

#### جوائز الفيفا للأفضل كرويا
| العام  | الأول                              | الثاني                | الثالث                         |
| ------ | ---------------------------------- | --------------------- | ------------------------------ |
| 2016   | كريستيانو رونالدو (ريال مدريد)     | ليونيل ميسي (برشلونة) | أنطوان غريزمان (أتلتيكو مدريد) |
| النسبة | 34.54%                             | 26.42%                | 7.53%                          |
| 2017   | كريستيانو رونالدو (2) (ريال مدريد) | ليونيل ميسي (برشلونة) | نيمار (باريس سان جيرمان)       |
| النسبة | 43.16%                             | 19.25%                | 6.97%                          |

#### كرة الفيفا الذهبية

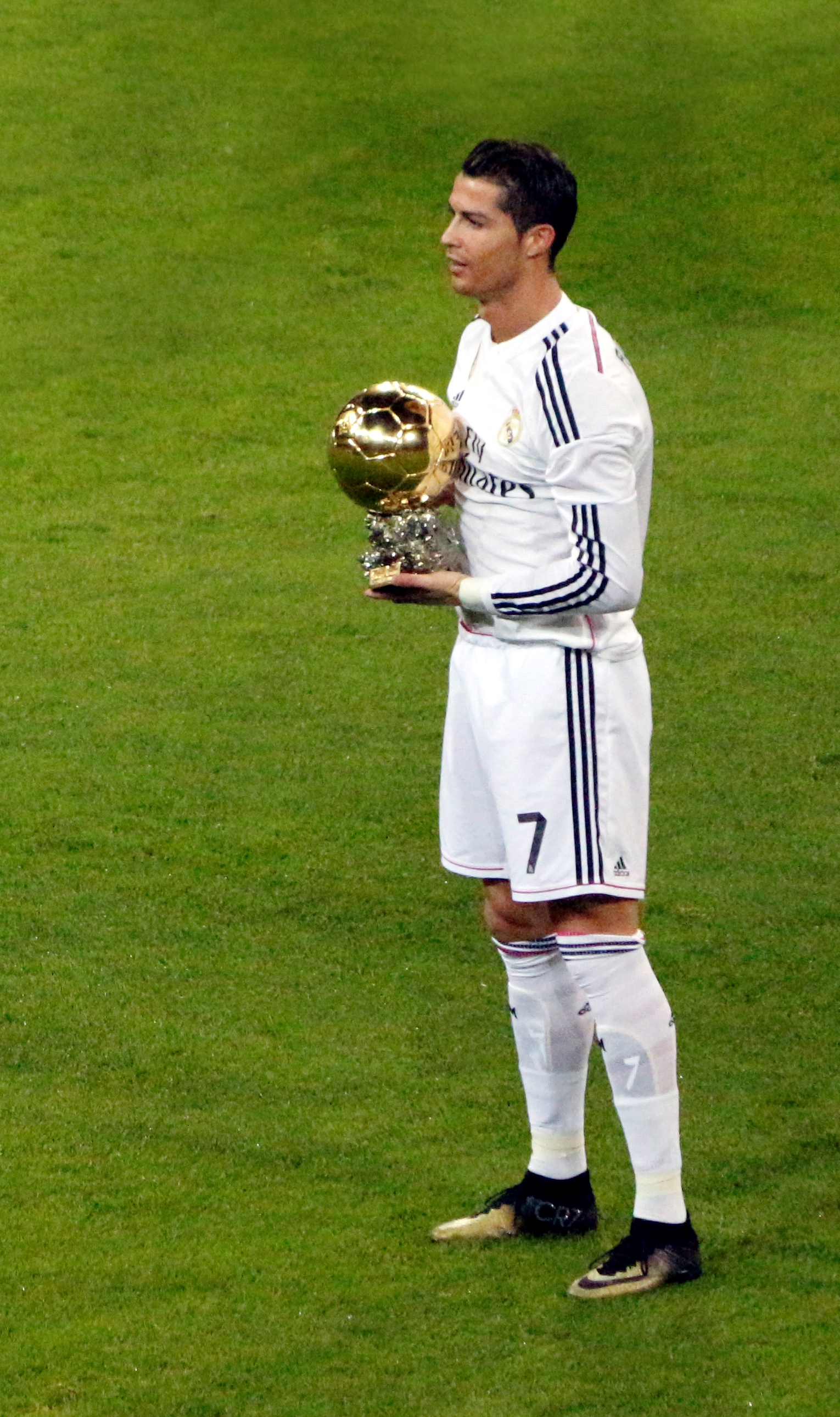
رونالدو يقدم كرته الذهبية الثانية للمشجعين في ملعب سانتياغو برنابيو قبل المباراة ضد أتلتيكو مدريد في 15 يناير 2015.

وفي عام 2010، أعلن أن الجائزتين (جائزة الكرة الذهبية وجائزة أفضل لاعب كرة قدم في العالم) ستدمجان في جائزة رئيسية واحدة يترشح لها جميع اللاعبين في جميع أنحاء العالم، مع وجود فريق موسع من المصوتين.
| العام  | الأول                              | الثاني                         | الثالث                     |
| ------ | ---------------------------------- | ------------------------------ | -------------------------- |
| 2010   | ليونيل ميسي (برشلونة)              | أندريس إنييستا (برشلونة)       | تشافي (برشلونة)            |
| النسبة | 22.65%                             | 17.36%                         | 16.48%                     |
| 2011   | ليونيل ميسي (2) (برشلونة)          | كريستيانو رونالدو (ريال مدريد) | تشافي (برشلونة)            |
| النسبة | 47.88%                             | 21.60%                         | 9.23%                      |
| 2012   | ليونيل ميسي (3) (برشلونة)          | كريستيانو رونالدو (ريال مدريد) | أندريس إنييستا (برشلونة)   |
| النسبة | 41.17%                             | 23.68%                         | 10.91%                     |
| 2013   | كريستيانو رونالدو (ريال مدريد)     | ليونيل ميسي (برشلونة)          | فرانك ريبيري (بايرن ميونخ) |
| النسبة | 27.99%                             | 24.72%                         | 23.36%                     |
| 2014   | كريستيانو رونالدو (2) (ريال مدريد) | ليونيل ميسي (برشلونة)          | مانويل نوير (بايرن ميونخ)  |
| النسبة | 37.66%                             | 15.76%                         | 15.72%                     |
| 2015   | ليونيل ميسي (4) (برشلونة)          | كريستيانو رونالدو (ريال مدريد) | نيمار (باريس سان جيرمان)   |
| النسبة | 41.33%                             | 27.76%                         | 7.86%                      |

### جائزة الحذاء الذهبي الأوروبي
يتم منح الحذاء الذهبي الأوروبي لأعلى هداف في أوروبا.
| الموسم  | اللاعب                | النادي          | الأهداف | النقاط |
| ------- | --------------------- | --------------- | ------- | ------ |
| 2007–08 | كريستيانو رونالدو     | مانشستر يونايتد | 31      | 62     |
| 2009–10 | ليونيل ميسي           | برشلونة         | 34      | 68     |
| 2010–11 | كريستيانو رونالدو (2) | ريال مدريد      | 40      | 80     |
| 2011–12 | ليونيل ميسي (2)       | برشلونة         | 50      | 100    |
| 2012–13 | ليونيل ميسي (3)       | برشلونة         | 46      | 92     |
| 2013–14 | كريستيانو رونالدو (3) | ريال مدريد      | 31      | 62     |
| 2013–14 | لويس سواريز           | ليفربول         | 31      | 62     |
| 2014–15 | كريستيانو رونالدو (4) | ريال مدريد      | 48      | 96     |
| 2016–17 | ليونيل ميسي (4)       | برشلونة         | 37      | 74     |
| 2017–18 | ليونيل ميسي (5)       | برشلونة         | 34      | 68     |
| 2018–19 | ليونيل ميسي (6)       | برشلونة         | 36      | 72     |

### أفضل لاعب في كأس العالم للأندية
| النسخة | الكرة الذهبية                  | الكرة الفضية                                   | الكرة البرونزية                 |
| 2008   | واين روني (مانشستر يونايتد)    | كريستيانو رونالدو (مانشستر يونايتد)            | داميان مانسو (لدو كيتو)         |
| 2009   | ليونيل ميسي (برشلونة)          | خوان سيباستيان فيرون (إستوديانتيس دي لا بلاتا) | تشافي (برشلونة)                 |
| 2011   | ليونيل ميسي (2) (برشلونة)      | تشافي (برشلونة)                                | نيمار (سانتوس)                  |
| 2014   | سيرخيو راموس (ريال مدريد)      | كريستيانو رونالدو (ريال مدريد)                 | إيفان فيسليتش (أوكلاند سيتي)    |
| 2015   | لويس سواريز (برشلونة)          | ليونيل ميسي (برشلونة)                          | أندريس إنييستا (برشلونة)        |
| 2016   | كريستيانو رونالدو (ريال مدريد) | لوكا مودريتش (ريال مدريد)                      | غاكو شيباساكي (كاشيما أنتلرز)   |
| 2017   | لوكا مودريتش (ريال مدريد)      | كريستيانو رونالدو (ريال مدريد)                 | جوناتان أوريتافيسكايا (باتشوكا) |

### هدافي دوري أبطال أوروبا
كريستيانو رونالدو هو هداف دوري أبطال أوروبا في التاريخ بـ 126 هدفا بينما ميسي هو الثاني بـ 112 هدف.

#### عبر التاريخ
|   | اللاعب            | النادي                             | الأهداف | المباريات | المعدل | الأعوام   |
| - | ----------------- | ---------------------------------- | ------- | --------- | ------ | --------- |
| 1 | كريستيانو رونالدو | مانشستر يونايتد ريال مدريد يوفنتوس | 140     | 183       | 0.77   | 2003–2022 |
| 2 | ليونيل ميسي       | برشلونة باريس سان جيرمان           | 129     | 163       | 0.79   | 2005–2023 |

#### الهدافين حسب الموسم
| الموسم  | اللاعب                | النادي          | الأهداف |
| ------- | --------------------- | --------------- | ------- |
| 2007–08 | كريستيانو رونالدو     | مانشستر يونايتد | 8       |
| 2008–09 | ليونيل ميسي           | برشلونة         | 9       |
| 2009–10 | ليونيل ميسي (2)       | برشلونة         | 8       |
| 2010–11 | ليونيل ميسي (3)       | برشلونة         | 12      |
| 2011–12 | ليونيل ميسي (4)       | برشلونة         | 14      |
| 2012–13 | كريستيانو رونالدو (2) | ريال مدريد      | 12      |
| 2013–14 | كريستيانو رونالدو (3) | ريال مدريد      | 17      |
| 2014–15 | نيمار                 | برشلونة         | 10      |
| 2014–15 | ليونيل ميسي (5)       | برشلونة         | 10      |
| 2014–15 | كريستيانو رونالدو (5) | ريال مدريد      | 10      |
| 2015–16 | كريستيانو رونالدو (5) | ريال مدريد      | 16      |
| 2016–17 | كريستيانو رونالدو (6) | ريال مدريد      | 12      |
| 2017–18 | كريستيانو رونالدو (7) | ريال مدريد      | 15      |
| 2018–19 | ليونيل ميسي (6)       | برشلونة         | 12      |

#### أكبر عدد من الأهداف في موسم واحد
| # | اللاعب            | الموسم  | الأهداف |
| - | ----------------- | ------- | ------- |
| 1 | كريستيانو رونالدو | 2013–14 | 17      |
| 2 | كريستيانو رونالدو | 2015–16 | 16      |
| 3 | كريستيانو رونالدو | 2017–18 | 15      |
| 4 | جوزيه ألتافيني    | 1962–63 | 14      |
| 4 | ليونيل ميسي       | 2011–12 | 14      |
| 6 | فيرينتس بوشكاش    | 1959–60 | 12      |
| 6 | غيرد مولر         | 1972–73 | 12      |
| 6 | رود فان نيستلروي  | 2002–03 | 12      |
| 6 | ليونيل ميسي       | 2010–11 | 12      |
| 6 | ماريو غوميز       | 2011–12 | 12      |
| 6 | كريستيانو رونالدو | 2012–13 | 12      |
| 6 | كريستيانو رونالدو | 2016–17 | 12      |
| 6 | ليونيل ميسي       | 2018–19 | 12      |

المصدر:

### الإحصائيات في الدوري الاسباني

#### عبر التاريخ
| # | اللاعب            | النادي     | الأعوام   | الأهداف | المباريات | المعدل |
| - | ----------------- | ---------- | --------- | ------- | --------- | ------ |
| 1 | ليونيل ميسي       | برشلونة    | 2004–2021 | 474     | 520       | 0.91   |
| 2 | كريستيانو رونالدو | ريال مدريد | 2009–2018 | 311     | 292       | 1.04   |

#### قائمة الهاتريك
| # | اللاعب            | النادي     | الهاتريك |
| - | ----------------- | ---------- | -------- |
| 1 | ليونيل ميسي       | برشلونة    | 36       |
| 2 | كريستيانو رونالدو | ريال مدريد | 34       |

#### الهدافين حسب الموسم
مفتاح
| الموسم  | اللاعب                | النادي     | المباريات | الأهداف | المعدل |
| ------- | --------------------- | ---------- | --------- | ------- | ------ |
| 2009–10 | ليونيل ميسي           | برشلونة    | 35        | 34      | 0.97   |
| 2010–11 | كريستيانو رونالدو     | ريال مدريد | 34        | 40      | 1.18   |
| 2011–12 | ليونيل ميسي (2)       | برشلونة    | 37        | 50      | 1.35   |
| 2012–13 | ليونيل ميسي (3)       | برشلونة    | 32        | 46      | 1.44   |
| 2013–14 | كريستيانو رونالدو (2) | ريال مدريد | 30        | 31      | 1.03   |
| 2014–15 | كريستيانو رونالدو (3) | ريال مدريد | 35        | 48      | 1.37   |
| 2016–17 | ليونيل ميسي (4)       | برشلونة    | 34        | 37      | 1.09   |
| 2017–18 | ليونيل ميسي (5)       | برشلونة    | 36        | 34      | 0.94   |
| 2018–19 | ليونيل ميسي (6)       | برشلونة    | 34        | 36      | 1.05   |

#### الكلاسيكو
تجاوز ميسي ألفريدو دي ستيفانو عندما سجل هاتريك في 23 مارس 2014. رونالدو هو اللاعب الوحيد الذي سجل في ست مباريات كلاسيكو متتالية.
|   | اللاعب             | النادي     | الأهداف | الأعوام   |
| - | ------------------ | ---------- | ------- | --------- |
| 1 | ليونيل ميسي        | برشلونة    | 26      | 2005–2021 |
| 2 | ألفريدو دي ستيفانو | ريال مدريد | 18      | 1953–1963 |
| 2 | كريستيانو رونالدو  | ريال مدريد | 18      | 2009–2018 |
| 4 | راؤول              | ريال مدريد | 15      | 1995–2008 |
| 5 | سيزار              | برشلونة    | 14      | 1945–1954 |
| 5 | فرانشيسكو خينتو    | ريال مدريد | 14      | 1955–1969 |
| 5 | فيرينتس بوشكاش     | ريال مدريد | 14      | 1959–1964 |

#### أكثر من سجل في موسم واحد في الدوري الإسباني
| #  | البلد      | اللاعب            | الموسم  | النادي        | الأهداف | الظهور | المعدل |
| -- | ---------- | ----------------- | ------- | ------------- | ------- | ------ | ------ |
| 1  | الأرجنتين  | ليونيل ميسي       | 2011–12 | برشلونة       | 50      | 37     | 1.351  |
| 2  | البرتغال   | كريستيانو رونالدو | 2014–15 | ريال مدريد    | 48      | 35     | 1.371  |
| 3  | الأرجنتين  | ليونيل ميسي       | 2012–13 | برشلونة       | 46      | 32     | 1.438  |
| 3  | البرتغال   | كريستيانو رونالدو | 2011–12 | ريال مدريد    | 46      | 38     | 1.211  |
| 5  | الأرجنتين  | ليونيل ميسي       | 2014–15 | برشلونة       | 43      | 38     | 1.132  |
| 6  | البرتغال   | كريستيانو رونالدو | 2010–11 | ريال مدريد    | 40      | 34     | 1.176  |
| 6  | الأوروغواي | لويس سواريز       | 2015–16 | برشلونة       | 40      | 35     | 1.143  |
| 8  | إسبانيا    | تيلمو زارا        | 1950–51 | أتلتيك بيلباو | 38      | 30     | 1.267  |
| 8  | المكسيك    | هوغو سانشيز       | 1989–90 | ريال مدريد    | 38      | 35     | 1.086  |
| 10 | الأرجنتين  | ليونيل ميسي       | 2016–17 | برشلونة       | 37      | 34     | 1.088  |

## إنجازات اللاعبان

### الفريق

#### كريستيانو رونالدو
| النادي والمنتخب | النادي والمنتخب | المحلية | المحلية | المحلية    | المحلية    | المجموع | القارية | القارية                                  | كؤوس العالم | المجموع | الإجمالي |
| --------------- | --------------- | ------- | ------- | ---------- | ---------- | ------- | ------- | ---------------------------------------- | ----------- | ------- | -------- |
| النادي والمنتخب | النادي والمنتخب | الدوري  | الكأس   | كأس السوبر | كأس الدوري | المجموع | أوروبا  | كأس السوبر الأوروبي/دوري الأمم الأوروبية | كأس العالم  | المجموع | الإجمالي |
| البرتغال        | سبورتينغ لشبونة | –       | –       |            | –          | 1       | –       | –                                        | –           | 0       | 1        |
| إنجلترا         | مانشستر يونايتد |         |         |            |            | 7       |         | –                                        |             | 2       | 9        |
| إسبانيا         | ريال مدريد      |         |         |            | –          | 6       |         |                                          |             | 9       | 15       |
| إيطاليا         | يوفنتوس         |         |         |            | –          | 5       |         |                                          |             | 0       | 5        |
| السعودية        | النصر           |         |         |            |            | 0       |         |                                          |             | 0       | 0        |
| البرتغال        | البرتغال        | –       | –       | –          | –          | 0       |         |                                          | –           | 2       | 2        |
| المجموع         | المجموع         | 7       | 4       | 6          | 2          | 19      | 6       | 3                                        | 4           | 18      | 34       |

#### ليونيل ميسي
| النادي والمنتخب | النادي والمنتخب  | المحلية | المحلية | المحلية             | المحلية    | المجموع | القارية           | القارية                         | كؤوس العالم | المجموع | الإجمالي |
| --------------- | ---------------- | ------- | ------- | ------------------- | ---------- | ------- | ----------------- | ------------------------------- | ----------- | ------- | -------- |
| النادي والمنتخب | النادي والمنتخب  | الدوري  | الكأس   | كأس السوبر الإسباني | كأس الدوري | المجموع | دوري أبطال أوروبا | كأس السوبر الأوروبي/كوبا أمريكا | كأس العالم  | المجموع | الإجمالي |
| إسبانيا         | برشلونة          |         |         |                     | –          | 24      |                   |                                 |             | 10      | 34       |
| فرنسا           | باريس سان جيرمان |         |         |                     |            |         |                   |                                 |             |         |          |
| الأرجنتين       | الأرجنتين        | 3       | 3       | 3                   | 3          | 0       | –                 | 1                               | 1           | 0       | 2        |
| المجموع         | المجموع          | 10      | 6       | 7                   | –          | 24      | 4                 | 3                               | 3           | 10      | 36       |

## وجها لوجه
في السنوات الاخيرة كان الكلاسيكو بين ريال مدريد وبرشلونة مغلف من قبل التنافس الفردي بين رونالدو وميسي.
| المفاتيح  |
| نهائي     |
| نصف نهائي |

| #  | التاريخ        | المسابقة            | الفريق المضيف   | الفريق الضيف    | النتيجة    | الأهداف التي سجلها الثنائي                         |
| -- | -------------- | ------------------- | --------------- | --------------- | ---------- | -------------------------------------------------- |
| 1  | 23 أبريل 2008  | دوري أبطال أوروبا   | برشلونة         | مانشستر يونايتد | 0–0        |                                                    |
| 2  | 29 أبريل 2008  | دوري أبطال أوروبا   | مانشستر يونايتد | برشلونة         | 1–0        |                                                    |
| 3  | 27 مايو 2009   | دوري أبطال أوروبا   | مانشستر يونايتد | برشلونة         | 0–2        | ميسي ( 70' )                                       |
| 4  | 29 نوفمبر 2009 | الدوري الإسباني     | برشلونة         | ريال مدريد      | 1–0        |                                                    |
| 5  | 10 أبريل 2010  | الدوري الإسباني     | ريال مدريد      | برشلونة         | 0–2        | ميسي ( 33' )                                       |
| 6  | 29 نوفمبر 2010 | الدوري الإسباني     | برشلونة         | ريال مدريد      | 5–0        |                                                    |
| 7  | 9 فبراير 2011  | مباراة ودية         | الأرجنتين       | البرتغال        | 2–1        | رونالدو ( 53' )، ميسي 83' (ض.ج)                    |
| 8  | 16 أبريل 2011  | الدوري الإسباني     | ريال مدريد      | برشلونة         | 1–1        | ميسي 51' (ض.ج) ، رونالدو 81' (ض.ج)                 |
| 9  | 20 أبريل 2011  | كأس ملك إسبانيا     | ريال مدريد      | برشلونة         | 1–0 (و.إ.) | رونالدو ( 103' )                                   |
| 10 | 27 أبريل 2011  | دوري أبطال أوروبا   | ريال مدريد      | برشلونة         | 0–2        | ميسي ( 76'، 87' )                                  |
| 11 | 3 مايو 2011    | دوري أبطال أوروبا   | برشلونة         | ريال مدريد      | 1–1        |                                                    |
| 12 | 14 أغسطس 2011  | كأس السوبر الإسباني | ريال مدريد      | برشلونة         | 2–2        | ميسي ( 45' )                                       |
| 13 | 17 أغسطس 2011  | كأس السوبر الإسباني | برشلونة         | ريال مدريد      | 3–2        | رونالدو ( 20' )، ميسي ( 53'، 88' )                 |
| 14 | 10 ديسمبر 2011 | الدوري الإسباني     | ريال مدريد      | برشلونة         | 1–3        |                                                    |
| 15 | 18 يناير 2012  | كأس ملك إسبانيا     | ريال مدريد      | برشلونة         | 1–2        | رونالدو ( 11' )                                    |
| 16 | 25 يناير 2012  | كأس ملك إسبانيا     | برشلونة         | ريال مدريد      | 2–2        | رونالدو ( 68' )                                    |
| 17 | 21 أبريل 2012  | الدوري الإسباني     | برشلونة         | ريال مدريد      | 1–2        | رونالدو ( 73' )                                    |
| 18 | 23 أغسطس 2012  | كأس السوبر الإسباني | برشلونة         | ريال مدريد      | 3–2        | رونالدو ( 55' )، ميسي ( 70' )                      |
| 19 | 29 أغسطس 2012  | كأس السوبر الإسباني | ريال مدريد      | برشلونة         | 2–1        | رونالدو ( 19' )، ميسي ( 45' )                      |
| 20 | 7 أكتوبر 2012  | الدوري الإسباني     | برشلونة         | ريال مدريد      | 2–2        | رونالدو 23'، 66' ، ميسي ( 31'، 61' )               |
| 21 | 30 يناير 2013  | كأس ملك إسبانيا     | ريال مدريد      | برشلونة         | 1–1        |                                                    |
| 22 | 26 فبراير 2013 | كأس ملك إسبانيا     | برشلونة         | ريال مدريد      | 1–3        | رونالدو ( 12'، 57' )                               |
| 23 | 2 مارس 2013    | الدوري الإسباني     | ريال مدريد      | برشلونة         | 2–1        | ميسي ( 18' )                                       |
| 24 | 26 أكتوبر 2013 | الدوري الإسباني     | برشلونة         | ريال مدريد      | 2–1        |                                                    |
| 25 | 23 مارس 2014   | الدوري الإسباني     | ريال مدريد      | برشلونة         | 3–4        | ميسي 42'، 65' (ض.ج)، 84' (ض.ج) ، رونالدو 55' (ض.ج) |
| 26 | 25 أكتوبر 2014 | الدوري الإسباني     | ريال مدريد      | برشلونة         | 3–1        | رونالدو 35' (ض.ج)                                  |
| 27 | 18 نوفمبر 2014 | مباراة ودية         | الأرجنتين       | البرتغال        | 0–1        |                                                    |
| 28 | 22 مارس 2015   | الدوري الإسباني     | برشلونة         | ريال مدريد      | 2–1        | رونالدو ( 31' )                                    |
| 29 | 21 نوفمبر 2015 | الدوري الإسباني     | ريال مدريد      | برشلونة         | 0–4        |                                                    |
| 30 | 2 أبريل 2016   | الدوري الإسباني     | برشلونة         | ريال مدريد      | 1–2        | رونالدو ( 85' )                                    |
| 31 | 3 ديسمبر 2016  | الدوري الإسباني     | برشلونة         | ريال مدريد      | 1–1        |                                                    |
| 32 | 23 أبريل 2017  | الدوري الإسباني     | ريال مدريد      | برشلونة         | 2–3        | ميسي ( 33'، 90+2' )                                |
| 33 | 13 أغسطس 2017  | كأس السوبر الإسباني | برشلونة         | ريال مدريد      | 1–3        | ميسي 77' (ض.ج) ، رونالدو ( 80' )                   |
| 34 | 23 ديسمبر 2017 | الدوري الإسباني     | برشلونة         | ريال مدريد      | 0–3        | ميسي 64' (ض.ج)                                     |
| 35 | 6 مايو 2018    | الدوري الإسباني     | ريال مدريد      | برشلونة         | 2–2        | رونالدو 14' (ض.ج) ، ميسي ( 52' )                   |
| 36 | 8 ديسمبر 2020  | دوري أبطال أوروبا   | برشلونة         | يوفنتوس         | 0–3        | رونالدو ( 13' (ض.ج)، 52' (ض.ج) )                   |

### الملخص
| الدوري الإسباني          | 18 | 4  | 4 | 10 | 9  | 12 |
| دوري أبطال أوروبا        | 6  | 2  | 2 | 2  | 2  | 3  |
| كأس ملك إسبانيا          | 5  | 2  | 2 | 1  | 5  | 0  |
| كأس السوبر الإسباني      | 5  | 2  | 1 | 2  | 4  | 6  |
| إجمالي المباريات الرسمية | 34 | 10 | 9 | 15 | 20 | 21 |
| الودية                   | 2  | 1  | 0 | 1  | 1  | 1  |
| إجمالي المباريات         | 36 | 11 | 9 | 16 | 21 | 22 |

## أهم أهدافهم

### أهدافهم في كأس العالم
| كريستيانو رونالدو | كريستيانو رونالدو              | كريستيانو رونالدو | كريستيانو رونالدو | كريستيانو رونالدو                           |
| #                 | التاريخ                        | الخصم             | النتيجة           | المكان                                      |
| ----------------- | ------------------------------ | ----------------- | ----------------- | ------------------------------------------- |
| 1                 | 17 يونيو 2006 كأس العالم 2006  | إيران             | 2–0               | كومرتسبانك أرينا فرانكفورت، ألمانيا         |
| 2                 | 21 يونيو 2010 كأس العالم 2010  | كوريا الشمالية    | 7–0               | ملعب كيب تاون كيب تاون، جنوب أفريقيا        |
| 3                 | 26 يونيو 2014 كأس العالم 2014  | غانا              | 2–1               | ملعب ماني غارينشا الوطني برازيليا، البرازيل |
| 4                 | 15 يونيو 2018 كأس العالم 2018  | إسبانيا           | 3–3               | ملعب فيشت الأولمبي سوتشي، روسيا             |
| 5                 | 15 يونيو 2018 كأس العالم 2018  | إسبانيا           | 3–3               | ملعب فيشت الأولمبي سوتشي، روسيا             |
| 6                 | 15 يونيو 2018 كأس العالم 2018  | إسبانيا           | 3–3               | ملعب فيشت الأولمبي سوتشي، روسيا             |
| 7                 | 21 يونيو 2018 كأس العالم 2018  | المغرب            | 1–0               | ملعب لوجنيكي موسكو، روسيا                   |
| 8                 | 24 نوفمبر 2022 كأس العالم 2022 | غانا              | 3–2               | استاد 974، الدوحة، قطر                      |
|                   |                                |                   |                   |                                             |

| ليونيل ميسي | ليونيل ميسي                          | ليونيل ميسي         | ليونيل ميسي          | ليونيل ميسي                           |
| #           | التاريخ                              | الخصم               | النتيجة              | المكان                                |
| ----------- | ------------------------------------ | ------------------- | -------------------- | ------------------------------------- |
| 1           | 16 يونيو 2006 كأس العالم 2006        | صربيا والجبل الأسود | 6–0                  | فيلتينس أرينا غلزنكيرشن، ألمانيا      |
| 2           | 15 يونيو 2014 كأس العالم 2014        | البوسنة والهرسك     | 2–1                  | ملعب ماراكانا ريو دي جانيرو، البرازيل |
| 3           | 21 يونيو 2014 كأس العالم 2014        | إيران               | 1–0                  | ملعب مينيراو بيلو هوريزونتي، البرازيل |
| 4           | 25 يونيو 2014 كأس العالم 2014        | نيجيريا             | 3–2                  | ملعب بيرا–ريو بورتو أليغري، البرازيل  |
| 5           | 25 يونيو 2014 كأس العالم 2014        | نيجيريا             | 3–2                  | ملعب بيرا–ريو بورتو أليغري، البرازيل  |
| 6           | 26 يونيو 2018 كأس العالم 2018        | نيجيريا             | 2–1                  | ملعب كريستوفسكي سانت بطرسبرغ، روسيا   |
| 7           | 22 نوفمبر 2022 كأس العالم 2022       | السعودية            | 1–2                  | استاد لوسيل، لوسيل، قطر               |
| 8           | 26 نوفمبر 2022 كأس العالم 2022       | المكسيك             | 2–0                  | استاد لوسيل، لوسيل،                   |
| 9           | 3 ديسمبر 2022 كأس العالم 2022        | أستراليا            | 2–1                  | ملعب أحمد بن علي، الريان، قطر         |
| 10          | 9 ديسمبر 2022 كأس العالم 2022        | هولندا              | 2–2                  | ملعب لوسيل، لوسيل، قطر                |
| 11          | 13 ديسمبر 2022 كأس العالم 2022       | كرواتيا             | 3–0                  | ملعب لوسيل، لوسيل، قطر                |
| 12 13       | 18 ديسمبر 2022 كأس العالم 2022 فرنسا | 3-3                 | ملعب لوسيل لوسيل قطر |                                       |

### أهدافهم في نهائيات دوري أبطال أوروبا
| كريستيانو رونالدو | كريستيانو رونالدو                         | كريستيانو رونالدو | كريستيانو رونالدو | كريستيانو رونالدو            |
| #                 | التاريخ                                   | الخصم             | النتيجة           | المكان                       |
| ----------------- | ----------------------------------------- | ----------------- | ----------------- | ---------------------------- |
| 1                 | 21 مايو 2008 نهائي دوري أبطال أوروبا 2008 | تشيلسي            | 1–1 (6–5 ض.ت)     | ملعب لوجنيكي موسكو، روسيا    |
| 2                 | 24 مايو 2014 نهائي دوري أبطال أوروبا 2014 | أتلتيكو مدريد     | 4–1 (و.إ)         | ملعب دا لوز لشبونة، البرتغال |
| 3                 | 3 يونيو 2017 نهائي دوري أبطال أوروبا 2017 | يوفنتوس           | 4–1               | ملعب الألفية كارديف، ويلز    |
| 4                 | 3 يونيو 2017 نهائي دوري أبطال أوروبا 2017 | يوفنتوس           | 4–1               | ملعب الألفية كارديف، ويلز    |

| ليونيل ميسي | ليونيل ميسي                               | ليونيل ميسي     | ليونيل ميسي | ليونيل ميسي                 |
| #           | التاريخ                                   | الخصم           | النتيجة     | المكان                      |
| ----------- | ----------------------------------------- | --------------- | ----------- | --------------------------- |
| 1           | 27 مايو 2009 نهائي دوري أبطال أوروبا 2009 | مانشستر يونايتد | 2–0         | ملعب أولمبيكو روما، إيطاليا |
| 2           | 28 مايو 2011 نهائي دوري أبطال أوروبا 2011 | مانشستر يونايتد | 3–1         | ملعب ويمبلي لندن، إنجلترا   |

### أهدافهم في كأس العالم للأندية
| كريستيانو رونالدو | كريستيانو رونالدو                      | كريستيانو رونالدو | كريستيانو رونالدو | كريستيانو رونالدو                          |
| #                 | التاريخ                                | الخصم             | النتيجة           | المكان                                     |
| ----------------- | -------------------------------------- | ----------------- | ----------------- | ------------------------------------------ |
| 1                 | 18 ديسمبر 2008 كأس العالم للأندية 2008 | غامبا أوساكا      | 5–3               | ملعب يوكوهاما الدولي يوكوهاما، اليابان     |
| 2                 | 15 ديسمبر 2016 كأس العالم للأندية 2016 | أمريكا            | 2–0               | ملعب يوكوهاما الدولي يوكوهاما، اليابان     |
| 3                 | 18 ديسمبر 2016 كأس العالم للأندية 2016 | كاشيما أنتلرز     | 4–2 (و.إ)         | ملعب يوكوهاما الدولي يوكوهاما، اليابان     |
| 4                 | 18 ديسمبر 2016 كأس العالم للأندية 2016 | كاشيما أنتلرز     | 4–2 (و.إ)         | ملعب يوكوهاما الدولي يوكوهاما، اليابان     |
| 5                 | 18 ديسمبر 2016 كأس العالم للأندية 2016 | كاشيما أنتلرز     | 4–2 (و.إ)         | ملعب يوكوهاما الدولي يوكوهاما، اليابان     |
| 6                 | 13 ديسمبر 2017 كأس العالم للأندية 2017 | الجزيرة           | 2–1               | استاد مدينة زايد الرياضية أبوظبي، الإمارات |
| 7                 | 16 ديسمبر 2017 كأس العالم للأندية 2017 | غريميو            | 1–0               | استاد مدينة زايد الرياضية أبوظبي، الإمارات |

| ليونيل ميسي | ليونيل ميسي                            | ليونيل ميسي | ليونيل ميسي | ليونيل ميسي                                |
| #           | التاريخ                                | الخصم       | النتيجة     | المكان                                     |
| ----------- | -------------------------------------- | ----------- | ----------- | ------------------------------------------ |
| 1           | 16 ديسمبر 2009 كأس العالم للأندية 2009 | أتلانتي     | 3–1         | استاد مدينة زايد الرياضية أبوظبي، الإمارات |
| 2           | 19 ديسمبر 2009 كأس العالم للأندية 2009 | إستوديانتيس | 2–1 (و.إ)   | استاد مدينة زايد الرياضية أبوظبي، الإمارات |
| 3           | 21 ديسمبر 2011 كأس العالم للأندية 2011 | سانتوس      | 4–0         | ملعب يوكوهاما الدولي يوكوهاما، اليابان     |
| 4           | 21 ديسمبر 2011 كأس العالم للأندية 2011 | سانتوس      | 4–0         | ملعب يوكوهاما الدولي يوكوهاما، اليابان     |
| 5           | 20 ديسمبر 2015 كأس العالم للأندية 2015 | ريفر بليت   | 3–0         | ملعب يوكوهاما الدولي يوكوهاما، اليابان     |

## إحصائيات وأرقام
- ليونيل ميسي هو أكثر من ساهم بصنع الأهداف في الكلاسيكو (مباريات رسمية) برصيد (14 هدف)[158][159][160]
- كريستيانو رونالدو كان اللاعب الأغلى في العالم عندما انتقل إلى ريال مدريد في عام 2009 في تحويل بقيمة 80 مليون جنيه استرليني (94 مليون يورو).[19][20][21] كان اللاعب الأغلى لغاية انتقال نيمار إلى باريس سان جيرمان وغاريث بيل إلى ريال مدريد
- ليونيل ميسي هو أكثر من سجل أهداف في الكلاسيكو برصيد (26 هدف)
- كريستيانو رونالدو هو أعلى هداف في دوري أبطال أوروبا[23][24][25]
- ليونيل ميسي هو أكثر من سجل هاتريك في الكلاسيكو (مباريات رسمية): مرتين (2007 في الكامب نو، 2014 في البرنابيو)[161][162]
- كريستيانو رونالدو هو أكثر من فاز بلقب هداف دوري أبطال أوروبا (7 مرات) ويليه ليونيل ميسي الذي فاز بلقب هداف دوري أبطال أوروبا (6 مرات)
- أكبر فوز في الكلاسيكو بحضور ميسي ورونالدو كان لصالح برشلونة (2010 في الكامب نو) انتهت بنتيجة 5–0[163][164][165]
- أجرت صحيفة ماركا بحثا حول الأكثر شعبية كريستيانو رونالدو وليونيل ميسي في معظم دول العالم عن طريق محرك البحث الشهير جوجل، ففي البلدان العربية كانت شعبية رونالدو أكثر في السعودية، الجزائر، مصر، الأردن، قطر، المغرب، الكويت، الإمارات وتونس. أما ميسي فكانت شعبيته أكثر في السودان، اليمن، ليبيا وموريتانيا. أما في العراق، عمان وسوريا فشعبيتهما كانت متساوية.[166]

آخر تحديث 30 يناير 2025.
- لعب ميسي 1115 مباراة سجل فيها 859 هدف.
- لعب رونالدو 1261 مباراة سجل فيها 934 هدف.
- لعب ميسي 191 مباراة مع المنتخب سجل فيها 112 هدف.
- لعب رونالدو 217 مباراة مع المنتخب سجل فيها 135 هدف.

## المواجهات
| توضيح     |
| نهائي     |
| نصف نهائي |

| #  | التاريخ        | المنافسة            | على أرض الفريق   | النقاط       | خارج ديار الفريق | الأهداف التي سجلها الثنائي                                   |
| -- | -------------- | ------------------- | ---------------- | ------------ | ---------------- | ------------------------------------------------------------ |
| 1  | 23 أبريل 2008  | دوري أبطال أوروبا   | برشلونة          | 0–0          | مانشستر يونايتد  |                                                              |
| 2  | 29 أبريل 2008  | دوري أبطال أوروبا   | مانشستر يونايتد  | 1–0          | برشلونة          |                                                              |
| 3  | 27 مايو 2009   | دوري أبطال أوروبا   | برشلونة          | 2–0          | مانشستر يونايتد  | ميسي ( 70' )                                                 |
| 4  | 29 نوفمبر 2009 | الدوري الإسباني     | برشلونة          | 1–0          | ريال مدريد       |                                                              |
| 5  | 10 أبريل 2010  | الدوري الإسباني     | ريال مدريد       | 0–2          | برشلونة          | ميسي ( 33' )                                                 |
| 6  | 29 نوفمبر 2010 | الدوري الإسباني     | برشلونة          | 5–0          | ريال مدريد       |                                                              |
| 7  | 9 فبراير 2011  | دولية ودية          | الأرجنتين        | 2–1          | البرتغال         | رونالدو ( 21' ), ميسي ( 90' (ركلة.)                          |
| 8  | 16 أبريل 2011  | الدوري الإسباني     | ريال مدريد       | 1–1          | برشلونة          | ميسي ( 51' (ركلة.) )، رونالدو ( 81' (ركلة.)                  |
| 9  | 20 أبريل 2011  | كأس ملك إسبانيا     | ريال مدريد       | 1–0 (ب.و.إ.) | برشلونة          | رونالدو ( 103' )                                             |
| 10 | 27 أبريل 2011  | دوري أبطال أوروبا   | ريال مدريد       | 0–2          | برشلونة          | ميسي ( 76'، 87' )                                            |
| 11 | 3 مايو 2011    | دوري أبطال أوروبا   | برشلونة          | 1–1          | ريال مدريد       |                                                              |
| 12 | 14 أغسطس 2011  | كأس السوبر الإسباني | ريال مدريد       | 2–2          | برشلونة          | ميسي ( 45+1' )                                               |
| 13 | 17 أغسطس 2011  | كأس السوبر الإسباني | برشلونة          | 3–2          | ريال مدريد       | رونالدو ( 20' ), ميسي ( 53'، 88' )                           |
| 14 | 10 ديسمبر 2011 | الدوري الإسباني     | ريال مدريد       | 1–3          | برشلونة          |                                                              |
| 15 | 18 يناير 2012  | كأس ملك إسبانيا     | ريال مدريد       | 1–2          | برشلونة          | رونالدو ( 11' )                                              |
| 16 | 25 يناير 2012  | كأس ملك إسبانيا     | برشلونة          | 2–2          | ريال مدريد       | رونالدو ( 68' )                                              |
| 17 | 21 أبريل 2012  | الدوري الإسباني     | برشلونة          | 1–2          | ريال مدريد       | رونالدو ( 73' )                                              |
| 18 | 23 أغسطس 2012  | كأس السوبر الإسباني | برشلونة          | 3–2          | ريال مدريد       | رونالدو ( 55' ), ميسي ( 70' (ركلة.)                          |
| 19 | 29 أغسطس 2012  | كأس السوبر الإسباني | ريال مدريد       | 2–1          | برشلونة          | رونالدو ( 19' )، ميسي ( 45' )                                |
| 20 | 7 أكتوبر 2012  | الدوري الإسباني     | برشلونة          | 2–2          | ريال مدريد       | رونالدو ( 23'، 66' ), ميسي ( 31'، 61' )                      |
| 21 | 30 يناير 2013  | كأس ملك إسبانيا     | ريال مدريد       | 1–1          | برشلونة          |                                                              |
| 22 | 26 فبراير 2013 | كأس ملك إسبانيا     | برشلونة          | 1–3          | ريال مدريد       | رونالدو ( 12' (ركلة.)، 57' )                                 |
| 23 | 2 مارس 2013    | الدوري الإسباني     | ريال مدريد       | 2–1          | برشلونة          | ميسي ( 18' )                                                 |
| 24 | 26 أكتوبر 2013 | الدوري الإسباني     | برشلونة          | 2–1          | ريال مدريد       |                                                              |
| 25 | 23 مارس 2014   | الدوري الإسباني     | ريال مدريد       | 3–4          | برشلونة          | ميسي ( 42'، 65' (ركلة.)، 84' (ركلة.) , رونالدو ( 55' (ركلة.) |
| 26 | 25 أكتوبر 2014 | الدوري الإسباني     | ريال مدريد       | 3–1          | برشلونة          | رونالدو ( 35' (ركلة.)                                        |
| 27 | 18 نوفمبر 2014 | دولية ودية          | الأرجنتين        | 0–1          | البرتغال         |                                                              |
| 28 | 22 مارس 2015   | الدوري الإسباني     | برشلونة          | 2–1          | ريال مدريد       | رونالدو ( 31' )                                              |
| 29 | 21 نوفمبر 2015 | الدوري الإسباني     | ريال مدريد       | 0–4          | برشلونة          |                                                              |
| 30 | 2 أبريل 2016   | الدوري الإسباني     | برشلونة          | 1–2          | ريال مدريد       | رونالدو ( 85' )                                              |
| 31 | 3 ديسمبر 2016  | الدوري الإسباني     | برشلونة          | 1–1          | ريال مدريد       |                                                              |
| 32 | 23 أبريل 2017  | الدوري الإسباني     | ريال مدريد       | 2–3          | برشلونة          | ميسي ( 33'، 90+2' )                                          |
| 33 | 13 أغسطس 2017  | كأس السوبر الإسباني | برشلونة          | 1–3          | ريال مدريد       | ميسي ( 77' (ركلة.) , رونالدو ( 80' )                         |
| 34 | 23 ديسمبر 2017 | الدوري الإسباني     | ريال مدريد       | 0–3          | برشلونة          | ميسي ( 64' (ركلة.)                                           |
| 35 | 6 مايو 2018    | الدوري الإسباني     | برشلونة          | 2–2          | ريال مدريد       | رونالدو ( 14' ), ميسي ( 52' )                                |
| 36 | 8 ديسمبر 2020  | دوري أبطال أوروبا   | برشلونة          | 0–3          | يوفنتوس          | رونالدو ( 13' (ركلة.)، 52' (ركلة.)                           |
| 37 | 19 يناير 2023  | ودية للأندية        | فريق موسم الرياض | 4–5          | باريس سان جيرمان | ميسي ( 3' ), رونالدو ( 34' (ركلة.)، 45+6' )                  |

### ملخص المواجهات
| المنافسة            | المباريات التي لعبت | فاز بها ميسي | التعادلات | فاز بها رونالدو | أهداف ميسي | أهداف رونالدو |
| ------------------- | ------------------- | ------------ | --------- | --------------- | ---------- | ------------- |
| الدوري الإسباني     | 18                  | 10           | 4         | 4               | 12         | 9             |
| دوري أبطال أوروبا   | 6                   | 2            | 2         | 2               | 3          | 2             |
| كأس الملك (إسبانيا) | 5                   | 1            | 2         | 2               | 0          | 5             |
| كأس السوبر الإسباني | 5                   | 2            | 1         | 2               | 6          | 4             |
| ودية دولية          | 2                   | 1            | 0         | 1               | 1          | 1             |
| ودية للأندية        | 1                   | 1            | 0         | 0               | 1          | 2             |
| المجموع             | 37                  | 17           | 9         | 11              | 22         | 21            |

آخر تحديث 19 يناير 2023

## في السينما

### ليونيل ميسي

ملصق فيلم ميسي

في عام 2014 تم إصدار فيلم ميسي. يركز فيه على حياة لاعب كرة القدم الأرجنتيني ليونيل ميسي، منذ أن كان في روساريو إلى أن أصبح واحدًا من أعظم لاعبي كرة القدم في العالم في برشلونة، ويظهر الفيلم خورخي فالدانو وهو يناقش مع نجم برشلونة السابق يوهان كرويف ومدرب منتخب الأرجنتين السابق سيزار لويس مينوتي حول خصال اللاعب ميسي. ذكر المخرج إيغلسا بأنه تأثر في صنع الفيلم. وقد أنتج الفيلم من قِبل شركة «ميديابرو»، وتم توزيعه من قبل «فيلم فاكتوري».

### كريستيانو رونالدو

ملصق فيلم رونالدو

في عام 2015 تم إصدار فيلم رونالدو، وهو يتمحور ويركز على حياة اللاعب كريستيانو رونالدو، من طفولته إلى حدود سنة 2015، أين لا يزال يلعب. يقدم العديد من التفاصيل مع عائلته وأصدقائه وزملائه. قام رونالدو بتمثيله. الفيلم من إخراج أنطوني وونك وتوزيع يونيفرسال ستوديوز.

## الملاحظات والمراجع
ملاحظات
1. ↑  الرقم القياسي لأكبر عدد من الأهداف في دوري أبطال أوروبا في موسم واحد.[152]
2. ↑  الرقم القياسي لأكبر عدد من الأهداف في الدوري الإسباني في موسم واحد.
3. ↑  يتضمن هدف واحد غير رسمي سجله في الكأس الدولية للأبطال 2017.

المراجع
1. ↑  "Lionel Messi hails 400 goals for Barcelona and Argentina". BBC Sport (بالإنجليزية البريطانية). 28 Sep 2014. Archived from the original on 2018-07-20. Retrieved 2017-12-08.
2. ↑  Sport, Telegraph (2014). "Cristiano Ronaldo reaches 400-goal milestone and dedicates achievement to Eusébio after Real Madrid win" (بالإنجليزية البريطانية). ISSN:0307-1235. Archived from the original on 2019-03-27. Retrieved 2017-12-08.
3. ↑  Otway, Jack (3 May 2017). "Real Madrid star Cristiano Ronaldo equals Lionel Messi record in Atletico Madrid win". Express.co.uk (بالإنجليزية). Archived from the original on 2018-06-12. Retrieved 2017-12-08.
4. ↑  "Barcelona's Messi v Real Madrid's Ronaldo". BBC Sport (بالإنجليزية البريطانية). 20 Apr 2012. Archived from the original on 2018-07-20. Retrieved 2017-12-08.
5. ↑  "Lionel Messi v Cristiano Ronaldo - world's greatest players locked in". The Independent (بالإنجليزية البريطانية). 10 Apr 2013. Archived from the original on 2019-03-27. Retrieved 2017-12-08.
6. ↑  Mendes, Chris (24 Jun 2014). "World Cup 2014: Cristiano Ronaldo's personal duel with Lionel Messi is affecting his performances for Portugal" (بالإنجليزية البريطانية). ISSN:0307-1235. Archived from the original on 2019-03-27. Retrieved 2017-12-08.
7. ↑  Hughes, Rob (8 Oct 2012). "Messi and Ronaldo: 2 Stars in Their Own Universe". The New York Times (بالإنجليزية الأمريكية). ISSN:0362-4331. Archived from the original on 2019-03-27. Retrieved 2017-12-08.
8. ↑  "Hunter: El Clasico all about Ronaldo vs. Messi". ESPN.com. مؤرشف من الأصل في 2019-03-27. اطلع عليه بتاريخ 2017-12-08.
9. ↑  Includes the درع الاتحاد الإنجليزي، كأس السوبر الأوروبي، كأس العالم للأندية and كأس السوبر الإسباني
10. ↑  رونالدو "الهداف التاريخي" ينقذ البرتغال من كمين أرمينيا - Eurosport عربية نسخة محفوظة 11 يوليو 2018 على موقع واي باك مشين.
11. ↑  One appearance in دوري أبطال أوروبا 2002–03, two appearances in الدوري الأوروبي 2002–03
12. 1 2  استفتاء: بيليه أفضل لاعب في التاريخ - الجزيرة مباشر نسخة محفوظة 21 نوفمبر 2016 على موقع واي باك مشين.
13. 1 2  صور: مفاجأت لا تتخيلها في قائمة أفضل 20 لاعب في تاريخ كرة القدم.. من الأفضل؟ - mbc.net نسخة محفوظة 12 فبراير 2017 على موقع واي باك مشين.
14. ↑  "مفاجاَت في إستفتاء أعظم لاعب كرة قدم في التاريخ".تاريخ الوصول 19 مارس 2017. نسخة محفوظة 14 سبتمبر 2017 على موقع واي باك مشين.
15. ↑  D'après vous, quel est le meilleur joueur de l'histoire ? - France Football</ref<ref>"كريستيانو رونالدو يهزم ميسي في استفتاء الأساطير".تاريخ الوصول 19 مارس 2017. نسخة محفوظة 08 سبتمبر 2017 على موقع واي باك مشين.
16. ↑  رونالدو يتوج بجائزة أفضل لاعب برتغالي في القرن - Sport 360 عربية نسخة محفوظة 26 ديسمبر 2016 على موقع واي باك مشين.
17. ↑  بالفيديو.. رونالدو الهداف التاريخى للقرن الـ 21 - اليوم السابع نسخة محفوظة 13 مارس 2020 على موقع واي باك مشين.
18. ↑  "United tie up title treble". Sky Sports. 17 مايو 2009. مؤرشف من الأصل في 2014-10-06. اطلع عليه بتاريخ 2014-09-30.
19. 1 2  Bevan، Chris (12 مايو 2008). "Why Ronaldo made the difference". BBC. مؤرشف من الأصل في 2020-02-09. اطلع عليه بتاريخ 2014-09-30.
20. 1 2  Wilson، Paul (13 يناير 2008). "Ronaldo piles on the pain for limp Newcastle". The Guardian. مؤرشف من الأصل في 2018-06-16. اطلع عليه بتاريخ 2014-09-30.
21. 1 2  "Man Utd 6–0 Newcastle". BBC. 12 يناير 2008. مؤرشف من الأصل في 2016-01-12. اطلع عليه بتاريخ 2014-09-30.
22. ↑  "Mourinho: "Cristiano is like Zidane, a one-off"". Marca. 12 أكتوبر 2014. مؤرشف من الأصل في 2018-06-26. اطلع عليه بتاريخ 2014-10-14.
23. 1 2  "Record-breaking Ronaldo takes scoring honours". UEFA Official Website. 24 مايو 2014. مؤرشف من الأصل في 2018-06-18. اطلع عليه بتاريخ 2014-09-30.
24. 1 2  Collett، Mike (25 مايو 2014). "Ronaldo first to score for two different European Cup winners". Reuters. مؤرشف من الأصل في 2015-11-20. اطلع عليه بتاريخ 2014-09-30.
25. 1 2  "UEFA Champions League final facts and figures". UEFA Official Website. 25 مايو 2014. مؤرشف من الأصل في 2019-05-15. اطلع عليه بتاريخ 2014-09-30.
26. ↑  "Real Madrid's Cristiano Ronaldo breaks La Liga hat trick record". ESPN FC. 6 ديسمبر 2014. مؤرشف من الأصل في 2018-11-16. اطلع عليه بتاريخ 2014-12-07.
27. ↑  "Cristiano Ronaldo sets new record as Portugal beat Armenia 1–0". Sky Sports. 15 نوفمبر 2014. مؤرشف من الأصل في 2015-04-27. اطلع عليه بتاريخ 2014-12-02.
28. ↑  "Fundación Leo Messi". مؤرشف من الأصل في 2014-10-21.
29. ↑  Broadbent، Rick (24 فبراير 2006). "Messi could be focal point for new generation". The Times. UK. مؤرشف من الأصل في 2011-07-27. اطلع عليه بتاريخ 2009-03-31.
30. ↑  One appearance in كأس السوبر الأوروبي 2006, two appearances in كأس السوبر الإسباني 2006
31. ↑  Williams، Richard (24 أبريل 2008). "Messi's dazzling footwork leaves an indelible mark". The Guardian. UK. مؤرشف من الأصل في 2012-01-22. اطلع عليه بتاريخ 2009-03-31.
32. ↑  One appearance in كأس السوبر الأوروبي 2009, one appearance and two goals in كأس السوبر الإسباني 2009, two appearances and two goals in كأس العالم للأندية 2009
33. ↑  D'après vous, quel est le meilleur joueur de l'histoire ? - France Football [وصلة مكسورة] نسخة محفوظة 22 مارس 2020 على موقع واي باك مشين.
34. ↑  ميسي يَكتسح استفتاء أعظم لاعب في التاريخ - Goal.com نسخة محفوظة 22 مارس 2020 على موقع واي باك مشين. [وصلة مكسورة]
35. ↑  كريستيانو رونالدو يهزم ميسي في استفتاء الأساطير - موقع كووورة نسخة محفوظة 08 سبتمبر 2017 على موقع واي باك مشين.
36. ↑  "Messi världens bästa fotbollsspelare". Eurosport. 12 يناير 2009. مؤرشف من الأصل في 2019-03-31. اطلع عليه بتاريخ 2010-03-23.
37. ↑  "European Footballer of the Year ("Ballon d'Or")". RSSSF. مؤرشف من الأصل في 2019-05-19. اطلع عليه بتاريخ 2009-07-07.
38. ↑  "FIFA World Player Gala 2008" (PDF). FIFA. مؤرشف من الأصل (PDF) في 2019-05-15. اطلع عليه بتاريخ 2009-07-07.
39. ↑  "FIFA World Player Gala 2007" (PDF). FIFA. مؤرشف من الأصل (PDF) في 2019-03-23. اطلع عليه بتاريخ 2009-07-07.
40. ↑  "مهارة كرة القدم صنعت 10 أساطير لا يمكن تجاهلهم". كووورة (بar-AR). Archived from the original on 2018-08-30. Retrieved 2018-01-05.{{استشهاد بخبر}}:  صيانة الاستشهاد: لغة غير مدعومة (link)
41. ↑  One appearance and two goals in كأس السوبر الأوروبي 2015, two appearances and one goal in كأس السوبر الإسباني 2015, one appearance and one goal in كأس العالم للأندية 2015
42. ↑  Reuters (25 فبراير 2006). "Maradona proclaims Messi as his successor". China Daily. مؤرشف من الأصل في 2019-04-07. اطلع عليه بتاريخ 2006-10-08. {{استشهاد بخبر}}: |مؤلف= باسم عام (مساعدة)
43. ↑  "Goal hero Messi spares a thought for Maradona". ESPNFC.com. مؤرشف من الأصل في 2018-06-23. اطلع عليه بتاريخ 2018-01-04.
44. ↑  Lowe, Sid (20 Apr 2007). "Football: Messi scores Maradona's goal". The Guardian (بالإنجليزية البريطانية). ISSN:0261-3077. Archived from the original on 2018-06-23. Retrieved 2018-01-04.
45. 1 2  "Maradona hails Messi as successor" (بالإنجليزية البريطانية). 24 Feb 2006. Archived from the original on 2018-10-01. Retrieved 2018-01-04.
46. 1 2  "Maradona: Messi is my successor". Sky Sports (بالإنجليزية). Archived from the original on 2018-07-23. Retrieved 2018-01-04.
47. ↑  "Barcelona 5-1 Sevilla". BBC Sport (بالإنجليزية البريطانية). 22 Nov 2014. Archived from the original on 2019-04-18. Retrieved 2018-01-04.
48. ↑  "FC Barcelona 4-0 Manchester City by the numbers: Seventh Champions League hat-trick for Leo Messi | FC Barcelona". FC Barcelona (بالإنجليزية الأمريكية). Archived from the original on 2018-06-23. Retrieved 2018-01-04.
49. ↑  "Barcelona's Lionel Messi nets 500th career goal vs. Valencia". ESPNFC.com. مؤرشف من الأصل في 2018-06-23. اطلع عليه بتاريخ 2018-01-04.
50. ↑  "Lionel Messi hails 400 goals for Barcelona and Argentina". BBC Sport (بالإنجليزية البريطانية). 28 Sep 2014. Archived from the original on 2018-07-20. Retrieved 2018-01-04.
51. ↑  FIFA.com (21 Mar 2007). "Magic Messi sparks high drama in the Lowlands". FIFA.com (بالإنجليزية البريطانية). Archived from the original on 2018-09-15. Retrieved 2018-01-04.
52. ↑  "Messi's debut dream turns sour". ESPNFC.com. مؤرشف من الأصل في 2019-03-22. اطلع عليه بتاريخ 2018-01-04.
53. ↑  FIFA.com (13 Jul 2014). "Messi, Neuer heralded as Brazil 2014's best". FIFA.com (بالإنجليزية البريطانية). Archived from the original on 2018-03-30. Retrieved 2018-01-04.
54. ↑  AS, Diario (6 Jul 2015). "BeIN Sports: Messi habría rechazado el MVP del torneo". AS.com (بالإسبانية). Archived from the original on 2018-07-25. Retrieved 2018-01-04.
55. ↑  Bull, J. J. (6 Jul 2015). "Lionel Messi allegedly refuses best player award at Copa America as trophy removed from ceremony" (بالإنجليزية البريطانية). ISSN:0307-1235. Archived from the original on 2018-06-22. Retrieved 2018-01-04.
56. ↑  "Lionel Messi Sets Copa America Assists Record, Thrills Gillette Stadium". NESN.com (بالإنجليزية الأمريكية). 18 Jun 2016. Archived from the original on 2018-09-15. Retrieved 2018-01-04.
57. ↑  Taylor، Daniel؛ Jackson، Jamie (11 يونيو 2009). "Manchester United accept £80m Cristiano Ronaldo bid from Real Madrid". The Guardian. مؤرشف من الأصل في 2018-11-23. اطلع عليه بتاريخ 2014-09-30.
58. ↑  Ogden، Mark (11 يونيو 2009). "Manchester United accept £80m bid for Cristiano Ronaldo from Real Madrid". The Telegraph. مؤرشف من الأصل في 2019-05-10. اطلع عليه بتاريخ 2014-09-30.
59. ↑  "Manchester United confirm Real's one-off £80m payment for Cristiano Ronaldo". The Guardian. 1 يوليو 2009. مؤرشف من الأصل في 2018-07-19. اطلع عليه بتاريخ 2014-09-30.
60. ↑  "Ronaldo completes £80m Real move". BBC. 1 يوليو 2009. مؤرشف من الأصل في 2016-01-12. اطلع عليه بتاريخ 2014-09-30.
61. ↑  "Lionel Messi wins Ballon d'Or by record margin as Barcelona dominate voting". The Guardian. 1 ديسمبر 2009. مؤرشف من الأصل في 2018-07-19. اطلع عليه بتاريخ 2014-09-30.
62. ↑  "Barcelona forward Lionel Messi wins Ballon d'Or award". BBC. 1 ديسمبر 2009. مؤرشف من الأصل في 2017-09-03. اطلع عليه بتاريخ 2014-09-30.
63. ↑  Stevenson، Jonathan (30 نوفمبر 2009). "Barcelona and Real Madrid warn European rivals". BBC. مؤرشف من الأصل في 2020-03-13. اطلع عليه بتاريخ 2014-09-30.
64. ↑  Sinnott، John (10 أبريل 2010). "Barcelona secure crucial win over rivals Real Madrid". BBC. مؤرشف من الأصل في 2017-08-14. اطلع عليه بتاريخ 2014-09-30.
65. ↑  "'Lionel Messi makes fool of Cristiano Ronaldo' – Spain press verdict". The Guardian. 11 أبريل 2010. مؤرشف من الأصل في 2018-07-19. اطلع عليه بتاريخ 2014-09-30.
66. ↑  Lucas، Giles (22 نوفمبر 2010). "Messi and Ronaldo trade hat-tricks before 'El Clasico'". The Independent. مؤرشف من الأصل في 2015-09-25. اطلع عليه بتاريخ 2014-10-01.
67. ↑  "Ronaldo matches Messi's treble as Real and Barca go goal crazy". CNN. 22 نوفمبر 2010. مؤرشف من الأصل في 2018-09-15. اطلع عليه بتاريخ 2014-10-01.
68. ↑  Ballard، Ed (22 نوفمبر 2010). "Barcelona's Lionel Messi and Real Madrid's Cristiano Ronaldo in scintillating form ahead of El Clásico". The Telegraph. مؤرشف من الأصل في 2018-07-19. اطلع عليه بتاريخ 2014-10-01.
69. ↑  "Lionel Messi wins 2010 Fifa Ballon d'Or ahead of Xavi and Iniesta". The Guardian. 10 يناير 2011. مؤرشف من الأصل في 2018-12-12. اطلع عليه بتاريخ 2014-09-30.
70. ↑  "Messi claims World Player of the Year award for second straight year". CNN. 12 يناير 2011. مؤرشف من الأصل في 2018-07-19. اطلع عليه بتاريخ 2014-09-30.
71. ↑  Chadband، Ian (8 فبراير 2011). "Cristiano Ronaldo's Portugal face Lionel Messi's Argentina in Geneva, but which of the pair is the world's greatest?". The Telegraph. مؤرشف من الأصل في 2018-07-20. اطلع عليه بتاريخ 2014-09-30.
72. ↑  Bandini، Paolo (9 فبراير 2011). "Messi v Ronaldo and much more. Is this the best night of friendlies ever?". The Guardian. مؤرشف من الأصل في 2018-07-19. اطلع عليه بتاريخ 2014-09-30.
73. ↑  Brookfield، Saul (9 فبراير 2011). "Finally, Ronaldo and Messi meet on national stage". The Independent. مؤرشف من الأصل في 2018-07-19. اطلع عليه بتاريخ 2014-09-30.
74. ↑  Doyle، Paul (9 فبراير 2011). "Lionel Messi eclipses Cristiano Ronaldo as Argentina beat Portugal". The Guardian. مؤرشف من الأصل في 2018-07-19. اطلع عليه بتاريخ 2014-09-30.
75. ↑  Brookfield، Saul (10 فبراير 2011). "Messi's winner overshadows Ronaldo". The Independent. مؤرشف من الأصل في 2015-09-25. اطلع عليه بتاريخ 2014-09-30.
76. ↑  Gilmour، Rod (14 أبريل 2011). "Real Madrid v Barcelona: El Clásico's World Series 2011". The Telegraph. مؤرشف من الأصل في 2018-07-19. اطلع عليه بتاريخ 2014-09-30.
77. ↑  Lowe، Sid (14 أبريل 2011). "Four battles, one war: Winner takes all for Barcelona and Real Madrid". The Guardian. مؤرشف من الأصل في 2018-07-19. اطلع عليه بتاريخ 2014-09-30.
78. ↑  Minder، Raphael (15 أبريل 2011). "Madrid vs. Barcelona: Four Times a Soccer Classic". نيويورك تايمز. مؤرشف من الأصل في 2018-07-19. اطلع عليه بتاريخ 2014-09-30.
79. ↑  Hunter، Graham (15 أبريل 2011). "Plotting their game plans". ESPN. مؤرشف من الأصل في 2015-09-29. اطلع عليه بتاريخ 2014-09-30.
80. ↑  Hayward، Paul (27 أبريل 2011). "Messi v Ronaldo: majestic maestros ready for game's No1 face-off". The Guardian. مؤرشف من الأصل في 2018-07-19. اطلع عليه بتاريخ 2014-09-30.
81. ↑  Jenson، Pete (3 مايو 2011). "Ronaldo has 90 minutes to steal limelight and cast shadow on stellar Messi". The Independent. مؤرشف من الأصل في 2018-07-19. اطلع عليه بتاريخ 2014-09-30.
82. 1 2  "Penalties apiece as first Clasico is drawn". ESPN. 16 أبريل 2011. مؤرشف من الأصل في 2014-10-06. اطلع عليه بتاريخ 2014-09-30.
83. ↑  "Ronaldo's late goal gives Real Madrid win over Barcelona in Copa del Rey". The Guardian. 21 أبريل 2011. مؤرشف من الأصل في 2018-06-22. اطلع عليه بتاريخ 2014-09-30.
84. ↑  Lowe، Sid (27 أبريل 2011). "Lionel Messi capitalises for Barcelona as Real Madrid see red again". The Guardian. مؤرشف من الأصل في 2019-03-06. اطلع عليه بتاريخ 2014-09-30.
85. ↑  Parrish، Rob (27 أبريل 2011). "Messi magic inspires Barca". Sky Sports. مؤرشف من الأصل في 2014-10-30. اطلع عليه بتاريخ 2014-09-30.
86. ↑  Hughes، Rob (27 أبريل 2011). "Messi's Goals Worthy of Praise". نيويورك تايمز. مؤرشف من الأصل في 2018-07-19. اطلع عليه بتاريخ 2014-09-30.
87. ↑  Jenson، Pete (28 أبريل 2011). "Messi's moment of beauty seals Barça victory on an ugly night". The Independent. مؤرشف من الأصل في 2019-05-24. اطلع عليه بتاريخ 2014-09-30.
88. ↑  Perez، Mike (27 أبريل 2011). "Masterful Messi lights up Bernabeu clash". The Independent. مؤرشف من الأصل في 2018-07-20. اطلع عليه بتاريخ 2014-09-30.
89. ↑  Hayward، Paul (1 مايو 2011). "Barcelona's Lionel Messi powers into the pantheon of greats". The Guardian. مؤرشف من الأصل في 2018-07-19. اطلع عليه بتاريخ 2014-09-30.
90. ↑  "Lionel Messi: what they're saying about Barcelona striker". The Telegraph. 28 أبريل 2011. مؤرشف من الأصل في 2018-07-19. اطلع عليه بتاريخ 2014-09-30.
91. ↑  Nevin، Pat (27 أبريل 2011). "Barcelona's Lionel Messi joins the greats". BBC. مؤرشف من الأصل في 2020-03-13. اطلع عليه بتاريخ 2014-09-30.
92. ↑  Hunter، Graham (19 مايو 2011). "The Messi and Ronaldo show". ESPN. مؤرشف من الأصل في 2015-09-29. اطلع عليه بتاريخ 2014-09-30.
93. ↑  "Hat tricks fuel Barcelona, Real to romps". ESPN. 24 سبتمبر 2011. مؤرشف من الأصل في 2016-03-05. اطلع عليه بتاريخ 2014-10-11.
94. ↑  "Hat-tricks for Messi and Ronaldo". راديو وتلفزيون أيرلندا. 24 سبتمبر 2011. مؤرشف من الأصل في 2016-03-05. اطلع عليه بتاريخ 2014-10-11.
95. ↑  "Messi crowned world's best". ESPN. 9 يناير 2012. مؤرشف من الأصل في 2019-04-05. اطلع عليه بتاريخ 2014-09-30.
96. ↑  "Barcelona's Lionel Messi awarded his third Ballon d'Or". CNN. 9 يناير 2012. مؤرشف من الأصل في 2014-12-01. اطلع عليه بتاريخ 2014-09-30.
97. ↑  Lowe، Sid (19 يناير 2012). "Barcelona see off Real Madrid and José Mourinho with little problem". The Guardian. مؤرشف من الأصل في 2018-07-19. اطلع عليه بتاريخ 2014-09-30.
98. ↑  Lowe، Sid (26 يناير 2012). "Barcelona hold off Real Madrid's classic comeback to progress". The Guardian. مؤرشف من الأصل في 2018-07-19. اطلع عليه بتاريخ 2014-09-30.
99. ↑  "Lionel Messi scores 5 goals in CL". ESPN. 8 مارس 2012. مؤرشف من الأصل في 2014-01-03. اطلع عليه بتاريخ 2014-10-13.
100. ↑  "Guardiola gushes over Messi". ESPN. 7 مارس 2012. مؤرشف من الأصل في 2018-07-19. اطلع عليه بتاريخ 2014-10-13.
101. ↑  "Xavi – Messi is the best". Sky Sports. 10 مارس 2012. مؤرشف من الأصل في 2018-08-23. اطلع عليه بتاريخ 2014-10-13.
102. ↑  "Is Barcelona's Lionel Messi the greatest player ever?". The Telegraph. 8 مارس 2012. مؤرشف من الأصل في 2018-07-19. اطلع عليه بتاريخ 2014-10-13.
103. ↑  Jenson، Pete؛ Moore، Glenn (9 مارس 2012). "The best ever: Messi or Maradona?". The Independent. مؤرشف من الأصل في 2018-09-27. اطلع عليه بتاريخ 2014-10-13.
104. ↑  "Messi hailed as 'greatest ever'". ESPN. 8 مارس 2012. مؤرشف من الأصل في 2018-07-19. اطلع عليه بتاريخ 2014-10-13.
105. ↑  "Is Barcelona's Lionel Messi the greatest-ever footballer?". BBC. 8 مارس 2012. مؤرشف من الأصل في 2012-04-08. اطلع عليه بتاريخ 2014-10-13.
106. ↑  Fraser، Peter (15 مارس 2012). "Simply the best?". Sky Sports. مؤرشف من الأصل في 2014-10-15. اطلع عليه بتاريخ 2014-10-13.
107. ↑  Lowe، Sid (21 مارس 2012). "Lionel Messi's achievements beyond exaggeration as another record goes". The Guardian. مؤرشف من الأصل في 2018-07-19. اطلع عليه بتاريخ 2014-10-13.
108. ↑  "Lionel Messi breaks Barcelona goal-scoring record". BBC. 20 مارس 2012. مؤرشف من الأصل في 2015-02-23. اطلع عليه بتاريخ 2014-10-13.
109. ↑  "Messi 'the best' after breaking Barcelona's all-time scoring record". CNN. 21 مارس 2012. مؤرشف من الأصل في 2018-11-24. اطلع عليه بتاريخ 2014-10-13.
110. ↑  Lowe، Sid (21 أبريل 2012). "Cristiano Ronaldo shocks Barcelona as Real Madrid close on title". The Guardian. مؤرشف من الأصل في 2018-07-19. اطلع عليه بتاريخ 2014-09-30.
111. ↑  Chadband، Ian (8 أكتوبر 2012). "Barcelona 2 Real Madrid 2". The Telegraph. مؤرشف من الأصل في 2018-07-19. اطلع عليه بتاريخ 2014-09-30.
112. ↑  "Messi and Ronaldo star in El Clasico". Sky Sports. 8 أكتوبر 2012. مؤرشف من الأصل في 2014-10-06. اطلع عليه بتاريخ 2014-09-30.
113. ↑  Lowe، Sid (7 أكتوبر 2012). "Barcelona and Real Madrid draw El Clásico thriller at Camp Nou". The Guardian. مؤرشف من الأصل في 2019-04-08. اطلع عليه بتاريخ 2014-09-30.
114. ↑  "Lionel Messi finishes 2012 with 91st goal". ESPN. 22 ديسمبر 2012. مؤرشف من الأصل في 2018-07-19. اطلع عليه بتاريخ 2014-10-13.
115. ↑  "No. 91 for Messi". بي إن سبورتس. 22 ديسمبر 2012. مؤرشف من الأصل في 2014-10-20. اطلع عليه بتاريخ 2014-10-13.
116. ↑  "Lionel Messi wins record-breaking fourth consecutive Fifa Ballon d'Or in Zurich". The Telegraph. 7 يناير 2013. مؤرشف من الأصل في 2018-10-07. اطلع عليه بتاريخ 2014-09-30.
117. ↑  "Lionel Messi wins Ballon d'Or ahead of Ronaldo & Iniesta". BBC. 7 يناير 2013. مؤرشف من الأصل في 2016-01-13. اطلع عليه بتاريخ 2014-09-30.
118. ↑  Groome، Ronan (27 يناير 2013). "Cristiano Ronaldo hits hat-trick... so Lionel Messi goes one better". The Independent. مؤرشف من الأصل في 2015-09-25. اطلع عليه بتاريخ 2014-10-01.
119. ↑  "Ronaldo scores three, so Messi nets four". FourFourTwo. 27 يناير 2013. مؤرشف من الأصل في 2018-07-20. اطلع عليه بتاريخ 2014-10-01.
120. ↑  "Cristiano Ronaldo and Lionel Messi reach scoring milestones with hat-tricks". The Telegraph. 28 يناير 2013. مؤرشف من الأصل في 2018-07-19. اطلع عليه بتاريخ 2014-10-01.
121. ↑  Lowe، Sid (26 فبراير 2013). "Cristiano Ronaldo scores twice as Real Madrid crush Barcelona". The Guardian. مؤرشف من الأصل في 2019-04-08. اطلع عليه بتاريخ 2014-09-30.
122. ↑  Parrish، Rob (27 فبراير 2013). "Real Madrid defeat Barcelona at Camp Nou to reach final". Sky Sports. مؤرشف من الأصل في 2014-10-06. اطلع عليه بتاريخ 2014-09-30.
123. ↑  "Cristiano Ronaldo v Barcelona: have goals on Real Madrid striker's last six Nou Camp visits made Barca his bunnies?". The Telegraph. 27 فبراير 2012. مؤرشف من الأصل في 2018-07-20. اطلع عليه بتاريخ 2014-09-30.
124. ↑  "Cristiano Ronaldo treble seals Portugal comeback against Northern Ireland". The Guardian. 6 سبتمبر 2013. مؤرشف من الأصل في 2018-07-19. اطلع عليه بتاريخ 2014-09-30.
125. ↑  Phillips، Braden (19 سبتمبر 2013). "Lionel Messi rises to the goal scoring challenge set by Cristiano Ronaldo". The Independent. مؤرشف من الأصل في 2018-07-19. اطلع عليه بتاريخ 2014-10-01.
126. ↑  "Lionel Messi, after Ronaldo hat-trick, scores three against Ajax". CNN. 18 سبتمبر 2013. مؤرشف من الأصل في 2018-07-19. اطلع عليه بتاريخ 2014-10-01.
127. ↑  Hughes، Rob (19 سبتمبر 2013). "Messi Can Be Upstaged, but Not for Long". نيويورك تايمز. مؤرشف من الأصل في 2018-07-19. اطلع عليه بتاريخ 2014-10-01.
128. ↑  O'Connor، Philip (20 نوفمبر 2013). "Cristiano Ronaldo showed 'I am here' after stunning hat-trick for Portugal in World Cup play-off against Sweden". The Independent. مؤرشف من الأصل في 2015-09-25. اطلع عليه بتاريخ 2014-09-30.
129. ↑  Brassell، Andy (19 نوفمبر 2013). "Cristiano Ronaldo's hat-trick fires Portugal past battling Sweden". The Guardian. مؤرشف من الأصل في 2018-10-04. اطلع عليه بتاريخ 2014-09-30.
130. ↑  Orr، James (20 نوفمبر 2013). "Cristiano Ronaldo closes in on award ahead of Franck Ribery and Lionel Messi after voting is extended". The Independent. مؤرشف من الأصل في 2015-09-25. اطلع عليه بتاريخ 2014-09-30.
131. ↑  "FIFA extend Ballon d'Or voting deadline". ESPN. 20 نوفمبر 2013. مؤرشف من الأصل في 2018-06-29. اطلع عليه بتاريخ 2014-09-30.
132. ↑  Brown، Lucas (20 نوفمبر 2013). "Barcelona chief Sandro Rosell anger at voting for Ballon d'Or". Sky Sports. مؤرشف من الأصل في 2018-07-31. اطلع عليه بتاريخ 2014-09-30.
133. ↑  "Cristiano Ronaldo wins Fifa Ballon d'Or after stellar year at Real Madrid". The Guardian. 13 يناير 2014. مؤرشف من الأصل في 2018-09-15. اطلع عليه بتاريخ 2014-09-30.
134. ↑  "Cristiano Ronaldo wins Ballon d'Or award for player of the year". Sky Sports. 14 يناير 2014. مؤرشف من الأصل في 2018-07-31. اطلع عليه بتاريخ 2014-09-30.
135. ↑  Harris، Daniel (14 يناير 2014). "Ballon d'Or: the full vote breakdown of Ronaldo, Messi and all the nominees". The Guardian. مؤرشف من الأصل في 2018-06-29. اطلع عليه بتاريخ 2014-09-30.
136. ↑  De Menezes، Jack (14 يناير 2014). "Fifa Ballon d'Or: Cristiano Ronaldo and Lionel Messi fail to vote for each other". The Independent. مؤرشف من الأصل في 2015-09-25. اطلع عليه بتاريخ 2014-09-30.
137. ↑  Lowe، Sid (24 مارس 2014). "Lionel Messi hat-trick gives Barcelona victory over Real Madrid". The Guardian. مؤرشف من الأصل في 2019-03-06. اطلع عليه بتاريخ 2014-09-30.
138. ↑  Jenson، Pete (24 مارس 2014). "Lionel Messi hat-trick out-guns Cristiano Ronaldo in seven-goal El Clasico thriller". The Independent. مؤرشف من الأصل في 2015-09-25. اطلع عليه بتاريخ 2014-09-30.
139. ↑  Cryer، Andy (23 مارس 2014). "Real Madrid 3–4 Barcelona". BBC. مؤرشف من الأصل في 2015-12-08. اطلع عليه بتاريخ 2014-09-30.
140. ↑  "برشلونة يعيد شبح الرباعيات لملعب ريال مدريد بعد ربع قرن". كووورة (بar-AR). Archived from the original on 2017-12-25. Retrieved 2017-12-25.{{استشهاد بخبر}}:  صيانة الاستشهاد: لغة غير مدعومة (link)
141. ↑  "2 أبريل 2016 - برشلونة x ريال مدريد". www.kooora.com. مؤرشف من الأصل في 2017-12-25. اطلع عليه بتاريخ 2017-12-25.
142. ↑  "Cristiano Ronaldo brands critics 'jealous' after third Champions League win". The Independent (بالإنجليزية البريطانية). 30 May 2016. Archived from the original on 2019-05-21. Retrieved 2017-12-25.
143. ↑  "ميسي يكسر عقدة 37 شهرًا في الكلاسيكو". كووورة (بar-AR). Archived from the original on 2017-04-25. Retrieved 2017-12-24.{{استشهاد بخبر}}:  صيانة الاستشهاد: لغة غير مدعومة (link)
144. ↑  "ريال مدريد يضيف كلاسيكو السوبر لسلسلة قياسية خيالية". كووورة (بar-AR). Archived from the original on 2017-12-24. Retrieved 2017-12-24.{{استشهاد بخبر}}:  صيانة الاستشهاد: لغة غير مدعومة (link)
145. ↑  "بالصور: برشلونة يقسو على ريال مدريد في كلاسيكو الأرض". كووورة (بar-AR). Archived from the original on 2018-01-01. Retrieved 2017-12-24.{{استشهاد بخبر}}:  صيانة الاستشهاد: لغة غير مدعومة (link)
146. ↑  "FIFA World Cup 2018: Messi and Cristiano Ronaldo open the Ballon d'Or with early exits - MARCA in English". MARCA in English (بالإنجليزية). Archived from the original on 2019-04-14. Retrieved 2018-07-01.
147. ↑  "Ronaldo double as Juve beat 'scared' Barca". BBC Sport (بالإنجليزية البريطانية). Archived from the original on 2020-12-09. Retrieved 2020-12-10.
148. ↑  Association, Press (5 Jul 2010). "Ballon d'Or and Fifa's world player of the year awards to merge". The Guardian (بالإنجليزية البريطانية). ISSN:0261-3077. Archived from the original on 2019-05-20. Retrieved 2017-12-08.
149. ↑  agencies, Telegraph staff and (5 Jul 2010). "World Cup 2010: Fifa and Ballon d'Or player awards to be merged" (بالإنجليزية البريطانية). ISSN:0307-1235. Archived from the original on 2018-06-16. Retrieved 2017-12-08.
150. ↑  "Champions League + European Cup - All-time Topscorers". worldfootball.net (بالإنجليزية البريطانية). Archived from the original on 2019-03-23. Retrieved 2017-12-08.
151. ↑  "Champions League - Top Scorer". worldfootball.net (بالإنجليزية البريطانية). Archived from the original on 2018-05-29. Retrieved 2017-12-08.
152. ↑  "Cristiano Ronaldo by numbers: The Real Madrid star's record-breaking Champions League stats". Sky Sports. 20 أبريل 2017. مؤرشف من الأصل في 2018-07-19. اطلع عليه بتاريخ 2017-09-11.
153. ↑  "UEFA Champions League Statistics Handbook 2016/17" (PDF). الاتحاد الأوروبي لكرة القدم. ص. 12. مؤرشف من الأصل (pdf) في 2019-03-13. اطلع عليه بتاريخ 2018-06-18.
154. ↑  "Lionel Messi and Cristiano Ronaldo: a class apart in el Clasico". The Independent (بالإنجليزية البريطانية). 8 Oct 2012. Archived from the original on 2018-09-15. Retrieved 2017-12-08.
155. ↑  "REVIEW: Real Madrid reach Copa del Rey final for record 38th time |". 4 يناير 2015. مؤرشف من الأصل في 2015-01-04. اطلع عليه بتاريخ 2017-12-08.{{استشهاد ويب}}:  صيانة الاستشهاد: BOT: original URL status unknown (link)
156. ↑  "ANALYSE THIS: A Statistical Breakdown of El Clásico |". 4 يناير 2015. مؤرشف من الأصل في 2015-01-04. اطلع عليه بتاريخ 2017-12-08.{{استشهاد ويب}}:  صيانة الاستشهاد: BOT: original URL status unknown (link)
157. ↑  "Cristiano Ronaldo joins elite group of players |". 4 يناير 2015. مؤرشف من الأصل في 2015-01-04. اطلع عليه بتاريخ 2017-12-08.{{استشهاد ويب}}:  صيانة الاستشهاد: BOT: original URL status unknown (link)
158. ↑  "El Clasico Preview, Barcelona Vs. Real Madrid: Prediction, Probable Lineups, And Betting Tips". The Inquisitr (بالإنجليزية الأمريكية). 30 Nov 2016. Archived from the original on 2018-01-06. Retrieved 2018-01-05.
159. ↑  Jayawardhana, Kertarajasa (29 Nov 2016). "El Clasico: Paceklik Gol Messi vs Assist Menyedihkan Ronaldo - Sumberbola.com". Sumberbola.com (بالإنجليزية الأمريكية). Archived from the original on 2018-01-06. Retrieved 2018-01-05.
160. ↑  Rosen, Rick (3 Dec 2016). "Leo Messi All-Time El Clásico Statistics". Heavy.com (بالإنجليزية الأمريكية). Archived from the original on 2018-08-13. Retrieved 2018-01-05.
161. ↑  "List Of All El Clasico Hat-trick Scorers". El Clasico Live Stream (بالإنجليزية البريطانية). 19 Sep 2015. Archived from the original on 2017-07-02. Retrieved 2018-01-05.
162. ↑  "حقائق وأرقام في تاريخ كلاسيكو الأرض". كووورة (بar-AR). Archived from the original on 2018-01-06. Retrieved 2018-01-05.{{استشهاد بخبر}}:  صيانة الاستشهاد: لغة غير مدعومة (link)
163. ↑  "صور.. أكبر 15 نتيجة في تاريخ الكلاسيكو.. انتصارات تاريخية وهزائم مذلة". www.mbc.net. مؤرشف من الأصل في 2018-10-20. اطلع عليه بتاريخ 2018-01-05.
164. ↑  "فيديو:برشلونة يطحن ريال مدريد 5-0 في الكلاسيكو الكبير وينتزع صدارة الدوري" (بar-AR). Archived from the original on 2018-01-06. Retrieved 2018-01-05.{{استشهاد بخبر}}:  صيانة الاستشهاد: لغة غير مدعومة (link)
165. ↑  برشلونة يسحق ريال مدريد 5-0 في الكامب نو نسخة محفوظة 9 فبراير 2020 على موقع واي باك مشين.
166. ↑  "تعرف على شعبية رونالدو وميسي بالأرقام في الدول العربية". www.mbc.net. مؤرشف من الأصل في 2018-01-06. اطلع عليه بتاريخ 2018-01-05.
167. ↑  "البرتغال - Cristiano Ronaldo - بروفايل مع أخبار وإحصاءات وتاريخ - Soccerway". ar.soccerway.com. مؤرشف من الأصل في 2018-06-30. اطلع عليه بتاريخ 2018-02-28.
168. ↑  "الأرجنتين - L. Messi - بروفايل مع أخبار وإحصاءات وتاريخ - Soccerway". ar.soccerway.com. مؤرشف من الأصل في 2018-06-30. اطلع عليه بتاريخ 2018-02-28.
169. ↑  UEFA.com. "Ronaldo closing on international record". UEFA.com (بالإنجليزية). Archived from the original on 2019-02-25. Retrieved 2018-05-10.
170. ↑  Hopewell، John (3 مارس 2014). "Mediapro Advances on De la Iglesia's 'Messi'". Variety. مؤرشف من الأصل في 2019-03-27. اطلع عليه بتاريخ 2014-12-09.
171. ↑  "New documentary on Lionel Messi's journey to the top screened in Brazil". The Score. 3 يوليو 2014. مؤرشف من الأصل في 2014-12-10. اطلع عليه بتاريخ 2014-12-09.
172. ↑  Macnab، Geoffrey (17 سبتمبر 2014). "Lionel Messi movie: How do you accurately portray the magic of the world's greatest footballer?". The Independent. مؤرشف من الأصل في 2015-07-05. اطلع عليه بتاريخ 2014-12-09.
173. ↑  Hopewell، John (1 أغسطس 2014). "Film Factory Takes Alex de la Iglesia's 'Messi'". Variety. مؤرشف من الأصل في 2018-08-14. اطلع عليه بتاريخ 2014-12-09.
174. ↑  (ar) رونالدو ينشر ملصق فيلم وثائقي عن حياته على تويتر، مونت كارلو الدولية، 26 سبتمبر 2015 نسخة محفوظة 7 مارس 2016 على موقع واي باك مشين.
175. ↑  (ar) بالفيديو.. رونالدو ينشر "تريلر" فيلمه الوثائقي الجديد، كووورة، 28 سبتمبر 2015 نسخة محفوظة 06 يناير 2018 على موقع واي باك مشين.
176. ↑  (ar) شاهد | الإعلان الترويجي لفيلم رونالدو الجديد، جول.كوم، 28 سبتمبر 2015 نسخة محفوظة 8 مارس 2016 على موقع واي باك مشين.